# 関東大震災

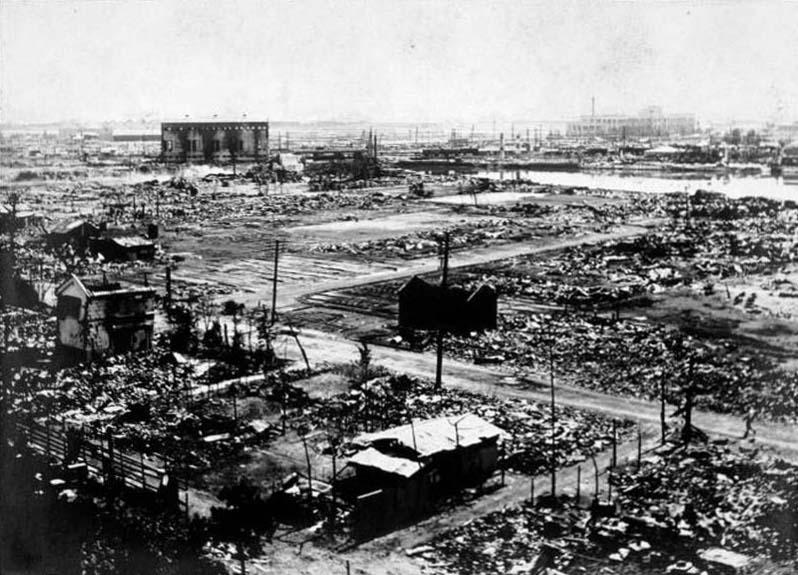
関東大震災による惨状（横浜市中区）

関東大震災（かんとうだいしんさい）は、1923年（大正12年）9月1日11時58分、日本時間、以下同様）に発生した関東地震（関東大地震、大正関東地震）によって南関東および隣接地で大きな被害をもたらした地震災害。死者・行方不明者は推定10万5,000人で、明治以降の日本の地震被害としては最大規模の被害となっている。

## 概要

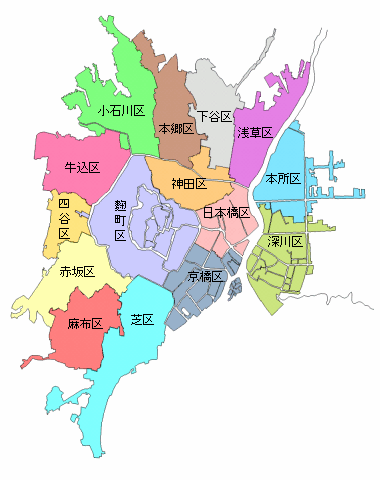
当時の東京府東京市（東京15区）

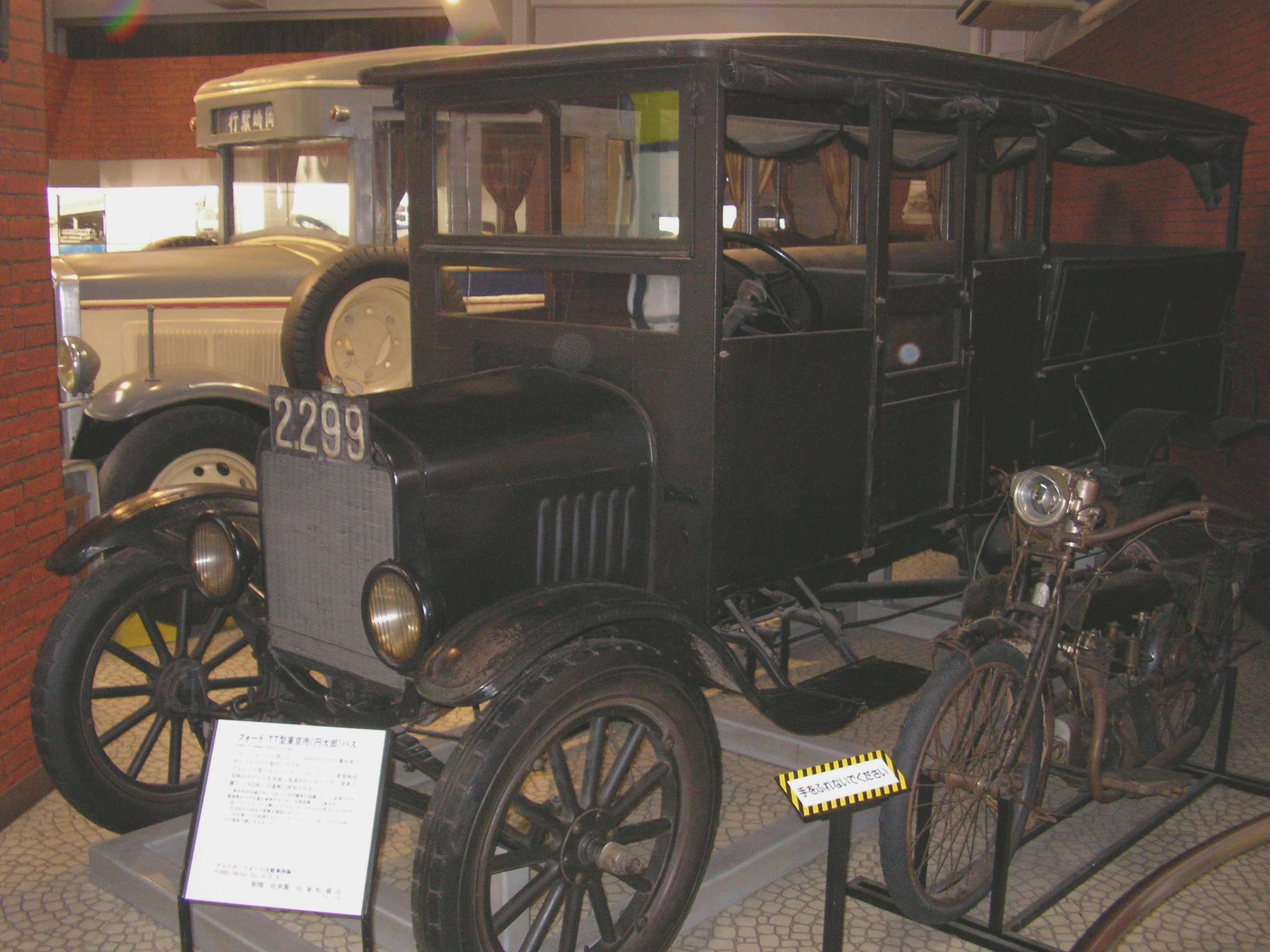
円太郎バス（旧：交通博物館蔵）

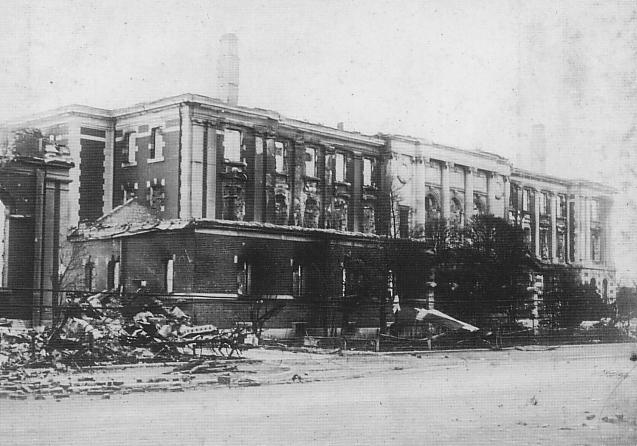
震災後の神奈川県庁

神奈川県および東京府（現・東京都）を中心に隣接する茨城県・千葉県 - 静岡県東部までの内陸と沿岸に及ぶ広い範囲に甚大な被害をもたらした。
後年同様に大震災と呼ばれる阪神・淡路大震災（兵庫県南部地震）では建物倒壊による圧死、東日本大震災（東北地方太平洋沖地震）では津波による溺死が多かったのに対し、本震災では火災による焼死が多かった。これは本震災発生時に日本海沿岸を北上する台風が存在し、その台風に吹き込む強風が関東地方に吹き（風害参照）、木造住宅の密集していた当時の東京市（東京15区）などで火災が広範囲に発生したからである。正午前ということもあり、昼食の準備のためにかまどや七輪に火を起こしている家庭も多かった。また、可燃物の家財道具（箪笥や布団）を大八車などに載せて避難しようとした者が多く、こうした大量の荷物が人の避難を妨げるとともに、火の粉による延焼の原因となったとされる。強風に加えて水道管の破裂もあり、火災が3日間続いた。近代日本において史上最大規模の被害をもたらした。
府県を跨いだ広範囲に渡る災害で未曽有の犠牲者・被災者が発生し、政府機関が集中する東京を直撃して国家機能が麻痺したことから、政府も大規模な対応に追われた。しかし、内閣総理大臣の加藤友三郎が震災発生8日前の8月24日に急死していたため、外務大臣の内田康哉が内閣総理大臣を臨時兼任して職務執行内閣を続け、発災翌日の9月2日に山本権兵衛が新総理に就任（大命降下は8月28日）、9月27日に帝都復興院（総裁:内務大臣の後藤新平が兼務）を設置し復興事業に取り組んだ。
震災後、日本で初めてラジオ放送が始まった。避難の教訓からラジオは急速に普及し、国威発揚にも利用された。
金融の停滞で震災手形が発生し、緊急勅令によるモラトリアムを与えた。復興には相当額の外債が注入されたが、その半分は火力発電の導入期にあった電力事業に費やされた。モルガン商会は1931年（昭和6年）までに占めて10億円を超える震災善後処理公債を引き受けたが、その額は当時の日本の年度別の国家予算の6割を超えるものだった。引受にはロスチャイルドも参加した。金策には森賢吾が極秘で奔走した。
日英同盟のころから政府は資金繰りに苦慮していたが、特にこの復興事業は国債・社債両面での対外債務を急増させた。また震災不況から昭和金融恐慌（1927年（昭和2年）3月 - ）、1930年（昭和5年）に行われた金解禁は世界恐慌（昭和恐慌）に至る厳しい経済環境下で悪影響が大きかったため、翌年には金輸出禁止になった。
この震災により、東京市・横浜市から大阪府や愛知県など、のちに三大都市圏となる地域に移住する者も多くみられた。明治時代、東京にあった明治政府による藩債処分により大打撃を与えられた大阪市であったが、その後の第一次世界大戦に伴う特需景気もあり、当時は経済的に回復していた。特に1925年（大正14年）に近隣の郡部を編入した大阪市は東京市を超え、世界第6位の人口を擁する都市に躍進した。阪神間では阪神間モダニズム後期の大大阪時代を迎え、六大都市の序列に影響を与えた（参照）。また、東京市電の機能不全を肩代わりさせるため、東京市がT型フォードを約800台輸入してバス事業を開始（円太郎バス）。すると、全国にバス事業が広まるとともに、輸入トラックを利用した貨物輸送も始まり、旅客および物流におけるモータリゼーションが到来した。電話の自動交換機も普及した。

## 状況
東京帝国大学理科大学教授・寺田寅彦も、上野で開催されていた二科会の招待展示会に出向き、喫茶店で知人の画家・津田青楓と歓談中に被災している。その時の状況を以下の通り詳細に記録している。
−

駐日フランス大使だったポール・クローデルは、罹災しながら、
と当時の日本人の様子を書いている。

## 避難

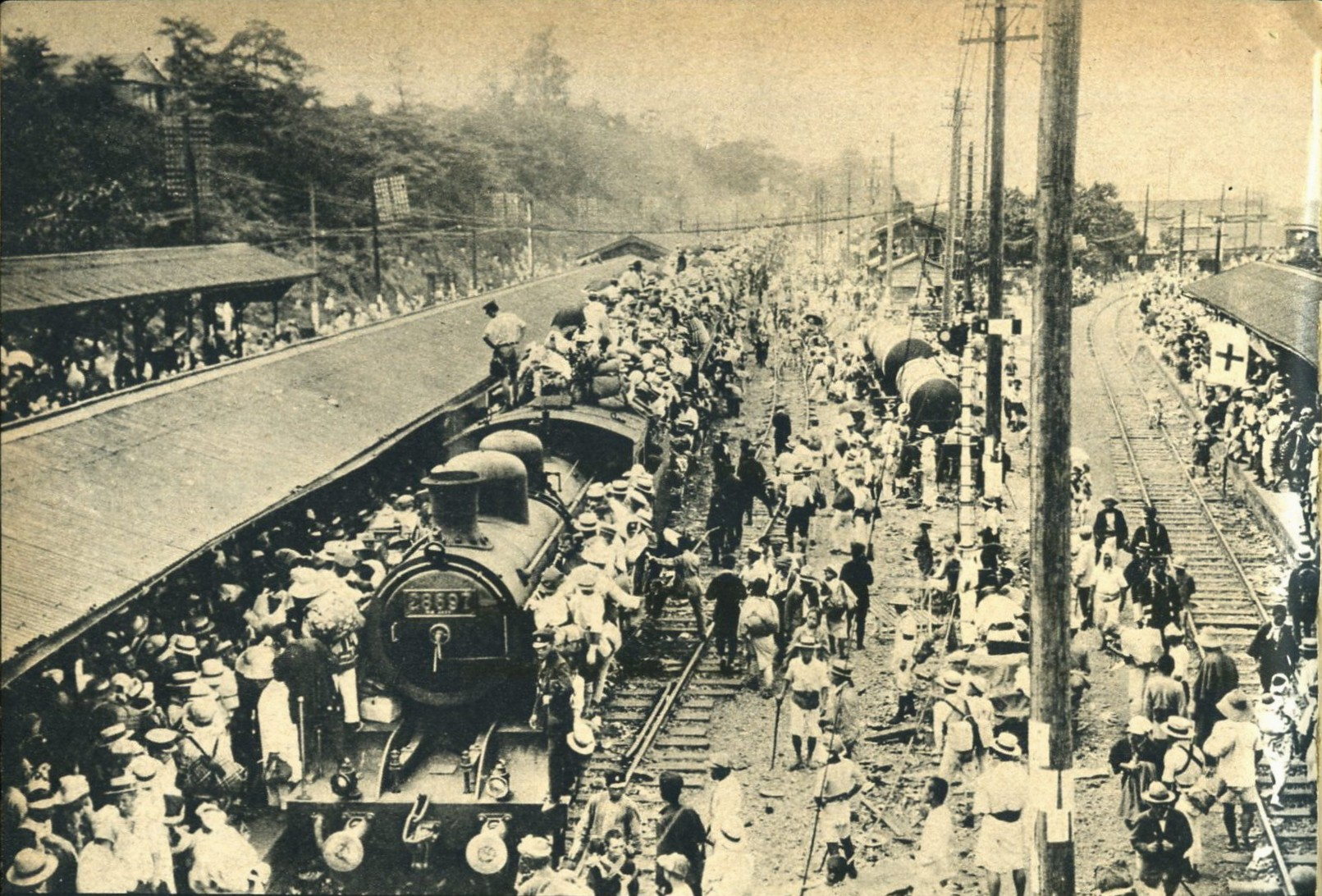
日暮里駅（移転前）での8620形蒸気機関車牽引の避難列車

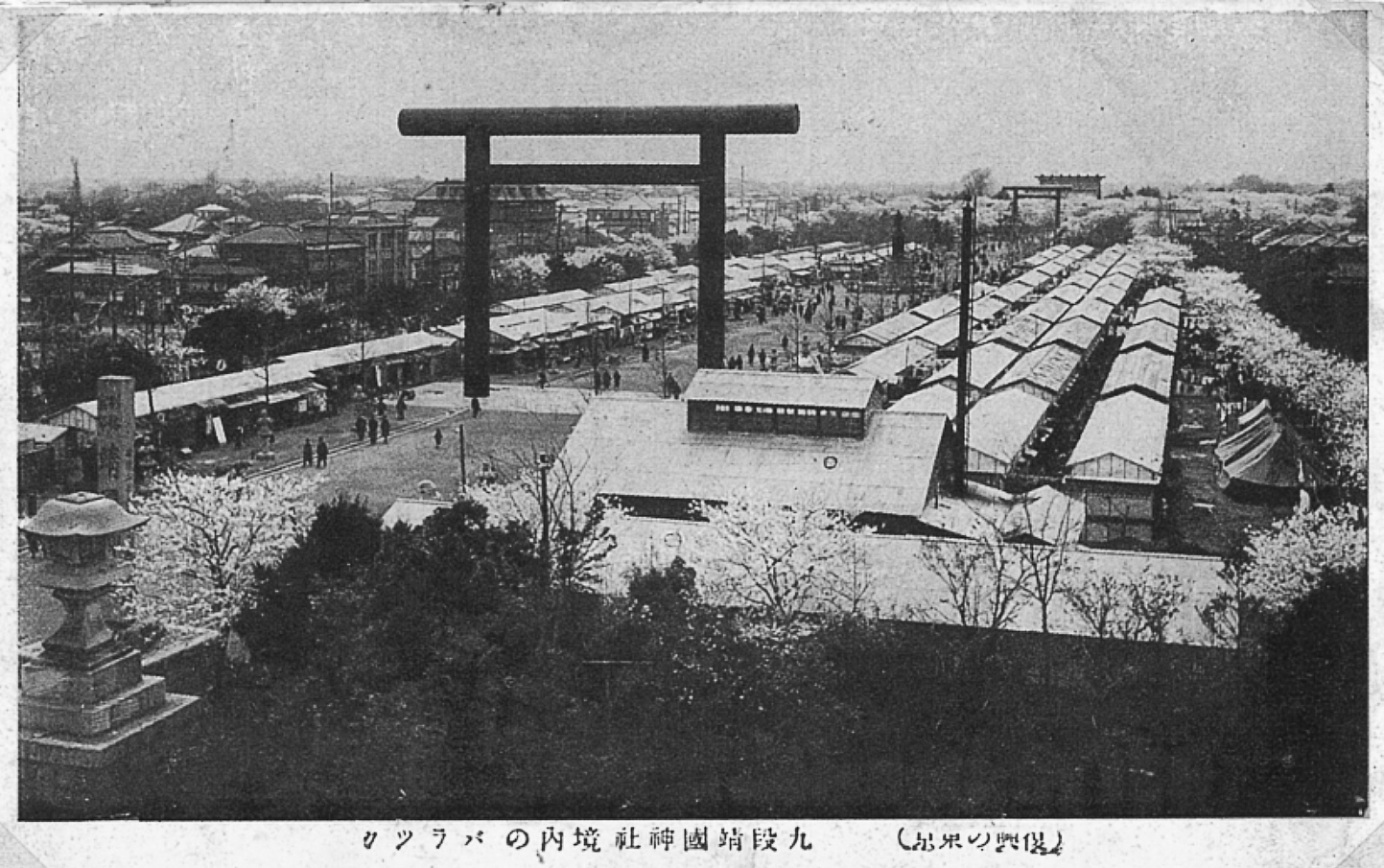
靖国神社に設置された仮設住宅

東京市内の約60 %の家屋が罹災したため、多くの住民は、近隣の避難所へ移動した。東京市による震災直後の避難地調査によれば、9月5日に避難民1万2千人以上を数える集団避難地は160か所を記録。最も多い場所は社寺の59箇所、次いで学校の42箇所であった。公的な避難場所の造営として内務省震災救護事務局が陸軍のテントを借り受け、明治神宮外苑、宮城前広場などに設営された。9月4日からは、内務省震災救護事務局と東京府が仮設住宅（バラック）の建設を開始。官民の枠を超えて関西の府県や財閥、宗教団体などが次々と建設を進めたことから、明治神宮や日比谷公園などには瞬く間に数千人を収容する規模のバラックが出現したほか、各小学校の焼け跡や校庭にも小規模バラックが建設された。震災から約2か月後の11月15日の被災地調査では、市・区の管理するバラックが101箇所、収容世帯数2万1,367世帯、収容者8万6,581人に達している。一方、狭隘な場所に避難民が密集したため治安が悪化した。一部ではスラム化の様相を見せたため、翌年には内務省社会局・警視庁・東京府・東京市が協議し、バラック撤去の計画を開始している。撤去にあたっては、東京市が月島・三ノ輪・深川区・猿江に、東京府が和田堀・尾久・王子に小規模住宅群を造成した。また義捐金を基に設立された財団法人同潤会による住宅建設も進んだ。
東京の被害が大きかったことから内務省は地方へ受け入れを指示し、最大で100万人が東京外へ疎開した。11月15日時点でも78万人が東京・神奈川以外に避難していた。

## 救護活動
軍で組織的な震災救護を行った。「軍隊が無かったら安寧秩序が保てなかったろう」という評価は、町にも、マスコミにも溢れた。警察は消防や治安維持の失敗により威信を失ったが、軍は治安維持のほか技術力・動員力・分け隔てなく被災者を救護する公平性を示して、民主主義意識が芽生え始めた社会においても頼れる印象を与えた。各地の在郷軍人会から8400人以上が集結し救護活動を行った。

## 被害
190万人が被災、10万5,000人あまりが死亡あるいは行方不明になったと推定されており、犠牲者のほとんどは東京府と神奈川県が占めている。建物被害においては全壊が約10万9,000棟、全焼が約21万2,000棟である。東京の火災被害を中心に報じられているが、被害の中心は震源断層のある神奈川県内で、振動による建物の倒壊のほか、液状化による地盤沈下、崖崩れ、沿岸部では津波による被害が発生した。
東京朝日新聞、読売新聞、国民新聞など新聞各社の社屋も焼失し、唯一残った東京日々新聞の9月2日付の見出しには「東京全市火の海に化す」「日本橋、京橋、下谷、浅草、本所、深川、神田殆んど全滅死傷十数万」「電信、電話、電車、瓦斯、山手線全部途絶」といった凄惨なものがみられた。同3日付では「横浜市は全滅 死傷数万」「避難民餓死に迫る」、4日付では「江東方面死体累々」「火ぜめの深川 生存者は餓死」、「横浜灰となる 東京」などという見出しが続いた。中でも殺到した数万の避難者を火災旋風が襲った本所被服廠跡地の状況は凄惨をきわめ、9日付大阪朝日新聞で「一万五千坪に三万五千の死体」と報じられた。
|          | 住宅被害棟数 | 住宅被害棟数 | 住宅被害棟数 | 住宅被害棟数 | 住宅被害棟数 | 住宅被害棟数 | 住宅被害棟数 | 死者行方不明者数 | 死者行方不明者数 | 死者行方不明者数 | 死者行方不明者数 | 死者行方不明者数 | 死者行方不明者数 |
| 地域     | 全潰         | 非焼失       | 半潰         | 非焼失       | 焼失         | 流失埋没     | 合計         | 住宅全潰         | 火災             | 流出埋没         | 工場等           | 合計             |                  |
| -------- | ------------ | ------------ | ------------ | ------------ | ------------ | ------------ | ------------ | ---------------- | ---------------- | ---------------- | ---------------- | ---------------- | ---------------- |
| 神奈川県 | 6万3577      | 4万6621      | 5万4035      | 4万3047      | 3万5412      | 497          | 12万5577     | 5795             | 2万5201          | 836              | 1006             | 3万2838          |                  |
| 東京都   | 2万4469      | 1万1842      | 2万9525      | 1万7231      | 17万6505     | 2            | 20万5580     | 3546             | 6万6521          | 6                | 314              | 7万0387          |                  |
| 千葉県   | 1万3767      | 1万3444      | 6093         | 6030         | 431          | 71           | 1万9976      | 1255             | 59               | 0                | 32               | 1346             |                  |
| 埼玉県   | 4759         | 4759         | 4086         | 4086         | 0            | 0            | 8845         | 315              | 0                | 0                | 28               | 343              |                  |
| 山梨県   | 577          | 577          | 2225         | 2225         | 0            | 0            | 2802         | 20               | 0                | 0                | 2                | 22               |                  |
| 静岡県   | 2383         | 2309         | 6370         | 6214         | 5            | 731          | 9259         | 150              | 0                | 171              | 123              | 444              |                  |
| 茨城県   | 141          | 141          | 342          | 342          | 0            | 0            | 483          | 5                | 0                | 0                | 0                | 5                |                  |
| 長野県   | 13           | 13           | 75           | 75           | 0            | 0            | 88           | 0                | 0                | 0                | 0                | 0                |                  |
| 栃木県   | 3            | 3            | 1            | 1            | 0            | 0            | 4            | 0                | 0                | 0                | 0                | 0                |                  |
| 群馬県   | 24           | 24           | 21           | 21           | 0            | 0            | 45           | 0                | 0                | 0                | 0                | 0                |                  |
| 合計     | 10万9713     | 7万9733      | 10万2773     | 7万9272      | 21万2353     | 1301         | 37万2659     | 1万1086          | 9万1781          | 1013             | 1505             | 10万5385         |                  |

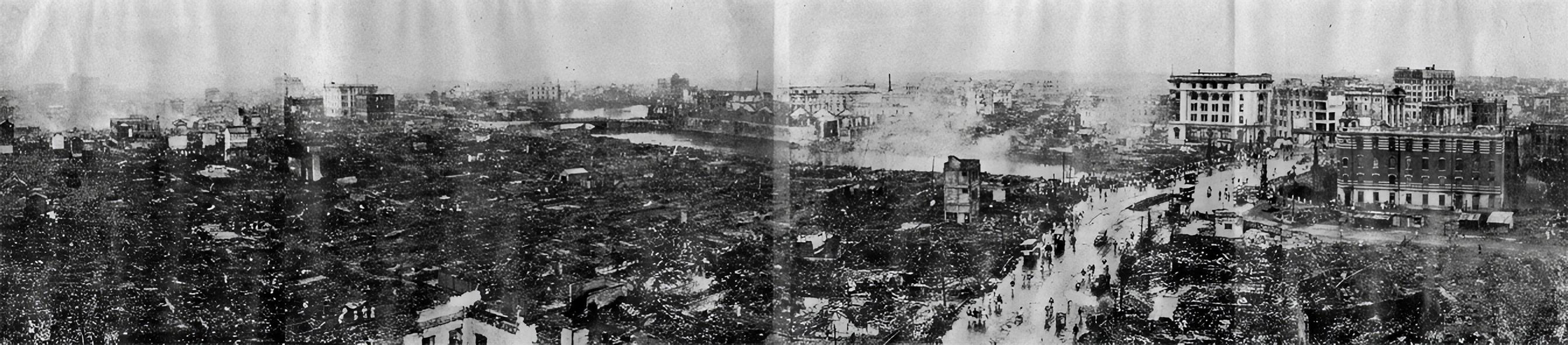
京橋の第一相互ビルヂング屋上より見た日本橋および神田方面の惨状

- 非焼失の全潰・半潰は焼失および流出、埋没の被害を受けていない棟数。
- 津波：静岡県熱海市 6 m。千葉県相浜（現在の館山市） 9.3 m。洲崎 8 m、神奈川県三浦 6 m。鎌倉市由比ケ浜で300人あまりが行方不明。関東大震災では建物の倒壊と火災による被害が甚大で、津波と地震動の被害を分離することが困難なため、津波に関する報告は断片的で全体像が明確になっていなかった。津波の高さは由比ヶ浜では局地的に9 mに達し、逗子・鎌倉・藤沢の沿岸では5 - 7 mであった。中村菊三の手記『大正鎌倉餘話』では、江ノ島電鉄の由比ヶ浜停留所（現在の長谷4号踏切付近）に津波の被災者とみられる女性の遺体があったと書かれている[32]。

この震災の記録映像として、記録映画カメラマンの白井茂による『関東大震大火実況』が残されており、東京国立近代美術館フィルムセンターが所蔵している。その一部は同センターの展示室の常設展で見ることができる。また横浜シネマ商会（現・ヨコシネ ディー アイ エー）の手による『横浜大震火災惨状』が、同社および横浜市中央図書館に所蔵されている。これ以外にも数本記録映画が存在しているが、オリジナルといえる作品は少ない。

### 人的被害

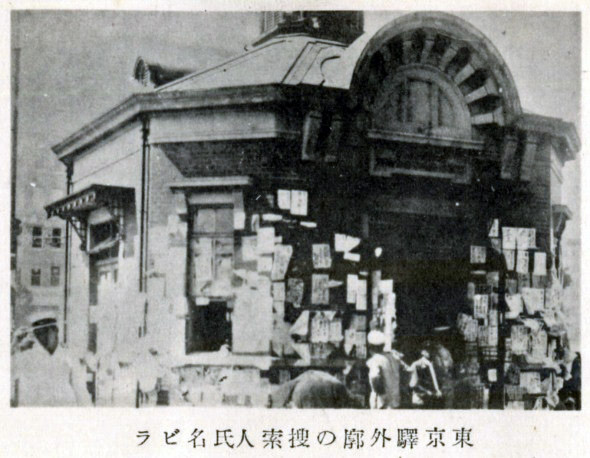
震災直後、尋ね人のビラが貼られた東京駅警備巡査派出所（1968年解体、1972年博物館明治村に移築）

2004年（平成16年）ごろまでは、死者・行方不明者は約14万人と推定されていた。この数字は、震災から2年後にまとめられた「震災予防調査会報告」に基づいた数値である。しかしその後、武村雅之らの調べによって、14万人の数字には重複して数えられているデータがかなり多い可能性が指摘された。その説が学界にも定着したため、理科年表では2006年（平成18年）版から修正され、数字を丸めて「死者・行方不明 10万5千あまり」としている。
地震の揺れによる建物倒壊などの圧死があるものの、強風を伴った火災による死傷者が多くを占めた。津波の発生による被害は、太平洋沿岸の相模湾沿岸部と房総半島沿岸部で発生し、高さ10m以上の津波が記録された。山崩れや崖崩れ、それに伴う土石流による家屋の流失・埋没の被害は神奈川県の山間部から西部下流域にかけて発生した。特に神奈川県足柄下郡片浦村では鉄道事故で100人以上の死者、また土石流で数百名の犠牲者を出した。

#### 関東大震災により死去した著名人
- 寛子女王（閑院宮載仁親王第4女子：小田原市の閑院宮御別邸へ避暑のところ、別邸が倒壊。
- 師正王（東久邇宮稔彦王第2王男子：避暑先の藤沢市にある別荘が倒壊。
- 佐紀子女王（山階宮武彦王妃）：鎌倉市の山階宮別邸へ静養のところ、別邸が倒壊。
- 近衛秀俊（近衛秀麿子爵長男）：父の訪欧のため鎌倉の公爵邸滞在のところ、津波に巻き込まれる。
- 松岡康毅（枢密顧問官、日本大学総長）：葉山の別邸が倒壊。
- 園田孝吉（実業家、男爵）：二宮にある別荘が倒壊。
- 磯部四郎（政治家、法学者、弁護士）：避難先の被服廠跡で焼死。
- 厨川白村（英文学者、評論家）：鎌倉で津波に巻き込まれ、翌2日に死去。
- 辻村伊助（園芸家、登山家）：小田原の自宅裏の崖崩れに巻き込まれ、妻子とともに犠牲となる。
- 富田木歩（俳人）：向島の自宅で被災し、避難の途中で退路を断たれ焼死。
- 五代目麗々亭柳橋（落語家）：避難先の被服廠跡で焼死。
- ウィリアム・ヘーグ（イギリス外交官、草創期のサッカー振興に関与）：勤務先の横浜の領事館が倒壊し下敷きになる。
- ジェニー・カイパー（フェリス和英女学校校長）：卒業生の相談に乗っていたところ、倒壊した校舎の下敷きになる。生徒や教職員の安否を気掛かりにしながら、讃美歌を歌いつつ焼死。
- 村岡斎（日本の印刷業者、村岡花子の夫・村岡儆三の実弟）：福音印刷横浜工場の社屋が倒壊し、社員約70名とともに犠牲となる。
- 當り矢信太郎（元力士）：死没地は不明。
- 梅垣直治郎（元力士）：死没地は不明、妻子とともに死亡したという。
- 三遊亭花遊（落語家、音曲師）：死没地は不明。
- 安田善雄（実業家）：本所横網の安田家本邸で妻子ともに火災に巻き込まれ、陸軍軍医学校で死亡が確認された。

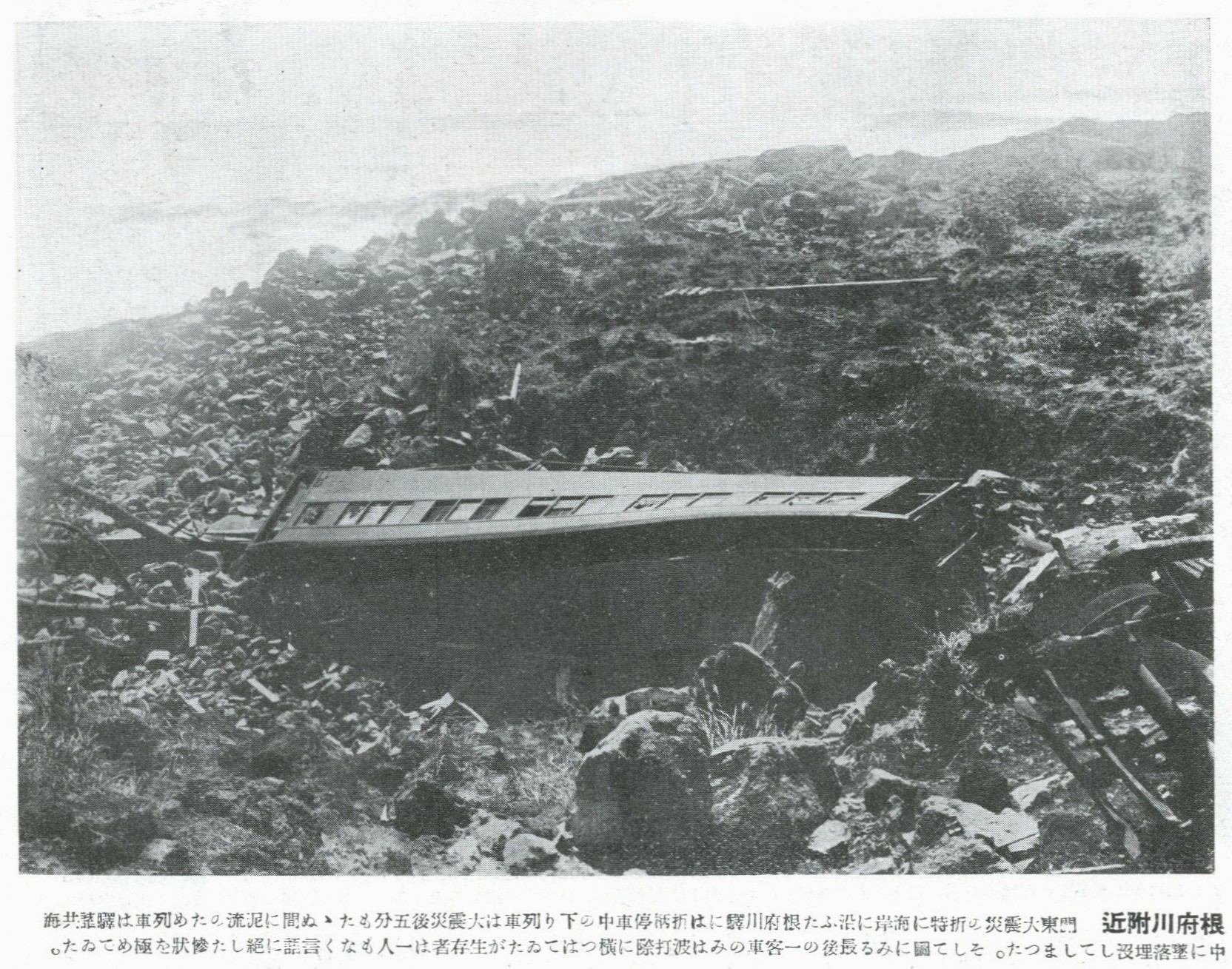
根府川駅から海中に転落した列車のうち海岸に残った客車

- 五明楼国輔（落語家）：諸説あり。

### 鉄道事故
この震災により、当時の金額で国有鉄道では損害復旧見積額4976万円、応急工事費2007万円、地方鉄道/軌道では損害復旧見積額2552万円、応急工事費810万円を要する甚大な被害を受けた。
特に神奈川県足柄下郡片浦村（現・小田原市の一部）にある根府川駅では、入線してきた普通列車が駅舎・ホームもろとも土石流に巻き込まれて海に転落し、100人以上の死者を出した。さらにその後に発生した別の土石流で村の大半が埋没、数百名の犠牲者を出した。
地方鉄道において影響が大きかったものは、熱海軌道では復旧困難となり廃止、小田原電気鉄道（現・箱根登山電車）も路盤やトンネルの崩壊、車両の脱線・埋没など甚大な被害を受け、復旧に1年を要した。

### 火災

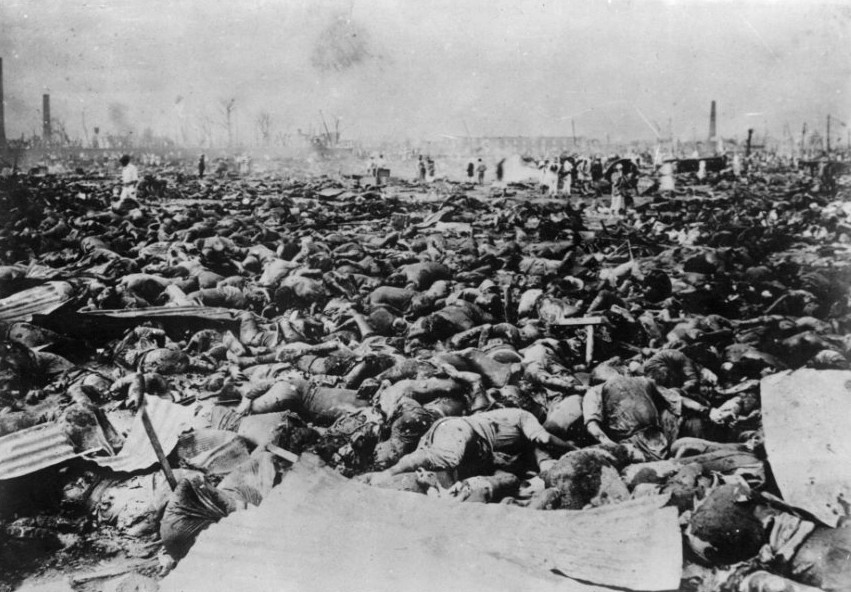
震災直後の被服廠跡地の避難民の遺体

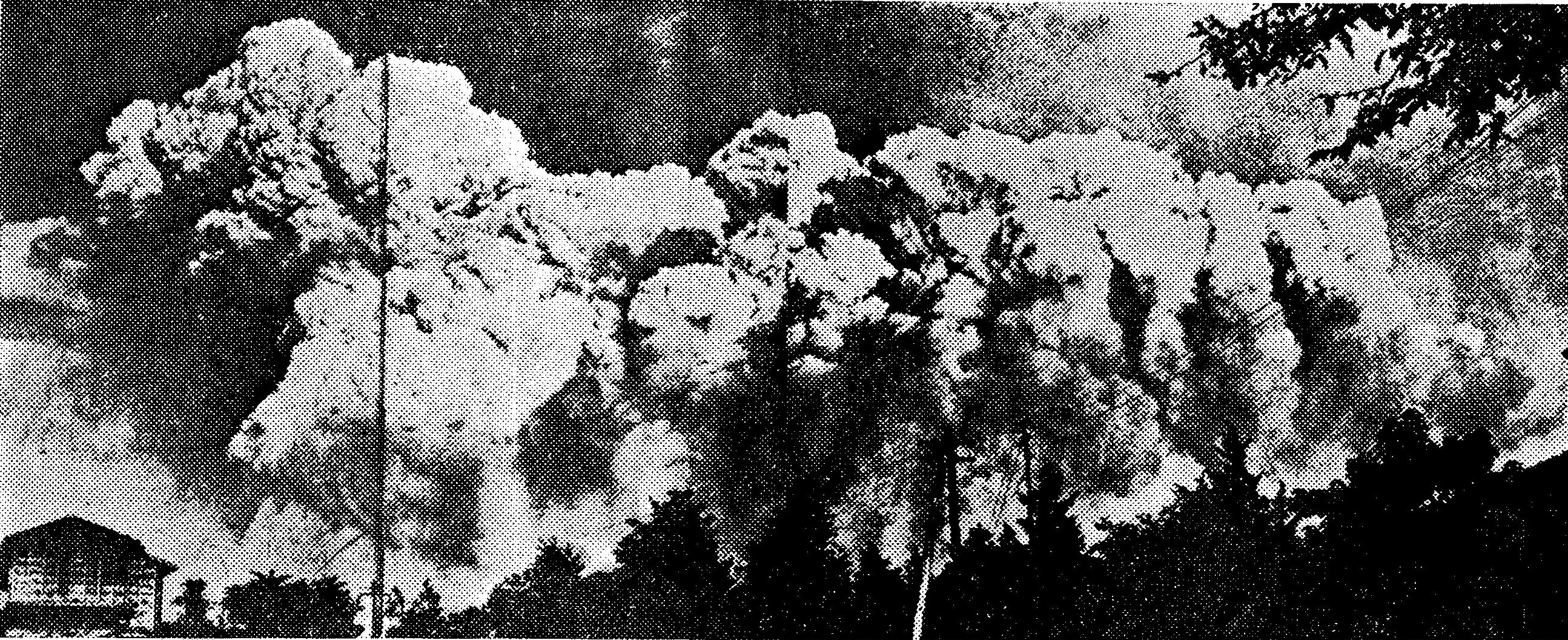
震災直後の火災により東京で発生した巨大な積乱雲

地震の発生時刻が昼食の時間帯と重なったことから、136件の火災が発生した。大学や研究所で、化学薬品棚の倒壊による発火も見られた。加えて能登半島付近に位置していた台風により、関東地方全域で風が吹いていたことが当時の天気図で確認できる。火災は地震発生時の強風に煽られ、本所区本所横網町（現・墨田区横網）の陸軍本所被服廠跡地（現在の横網町公園。ほか、現在の墨田区立両国中学校や日本大学第一中学校・高等学校などもこの場所に含まれる）で起こった火災旋風を引き起こしながら広まり、旧東京市の約43%の34.7 km2と横浜市では10km2が焼失し鎮火したのは40時間以上経過した2日後の9月3日10時頃とみられる。火災による被害は全犠牲者中、約90 %に上る（当該の統計情報によれば、全体の犠牲者10万5,385人のうち、火災が9万1,781人を占めた）ともいわれている。火災旋風により多くの被災者が吹き上げられ、中には被服廠跡から15kmほど離れた市川まで吹き飛ばされた者もあった。この火災旋風の高熱で溶けて曲がり塊となった鉄骨は、東京都復興記念館に収蔵・展示されている。
南関東ガス田の強燃性天然ガスが液状化現象に伴い吹き出し、前述の発火元他で引火、同時多発大規模火災に至ったが、ガス燃焼炎は地震時の白昼下では視認し難く、深夜に地震が起こった更に前回の相模トラフ巨大地震（元禄地震）や、直下型ではあるが後の安政江戸地震では、吹き出した天然ガス炎の目撃記録が残されているとする説がある。

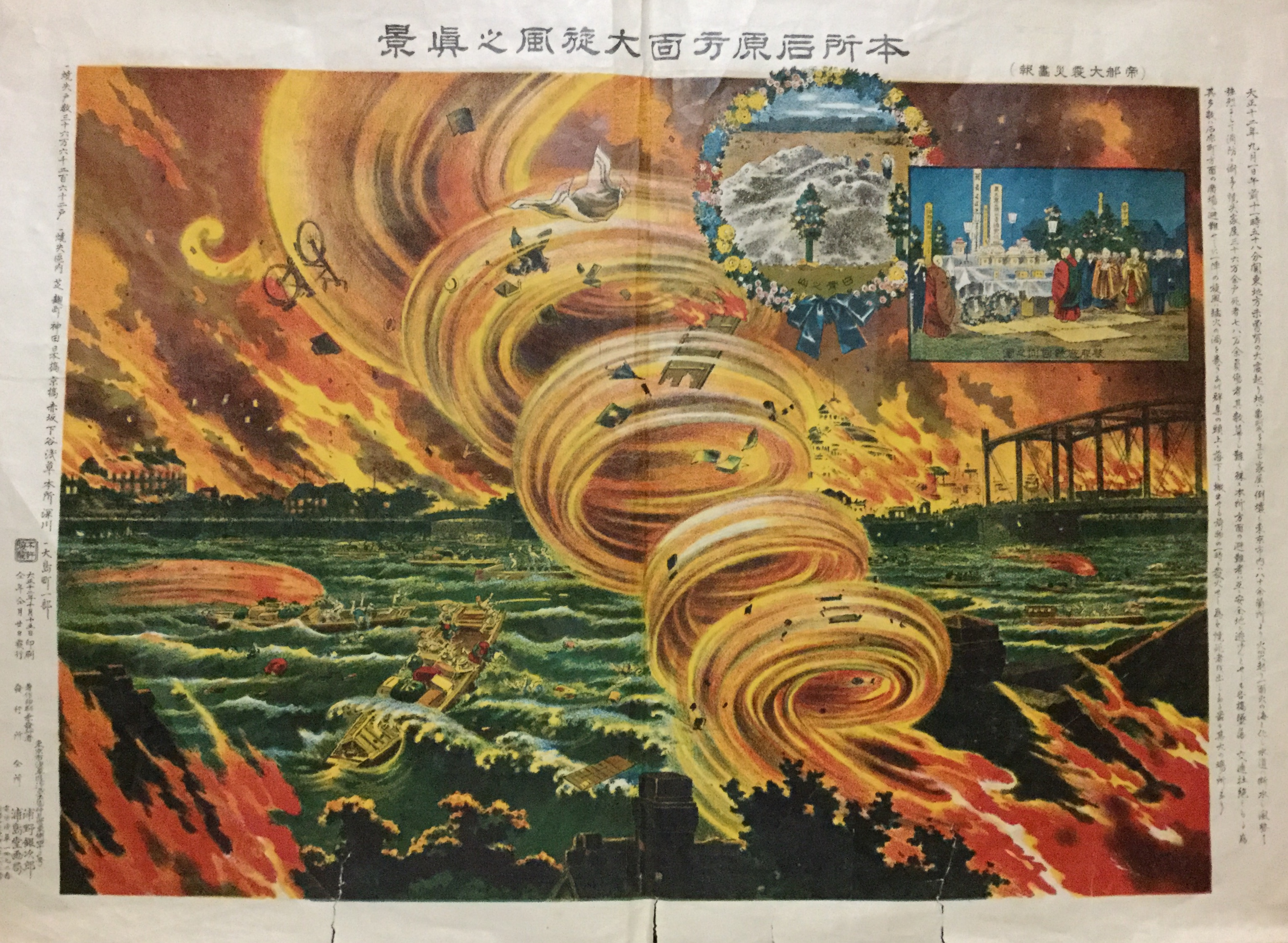
本所被服廠跡地の避難民を襲う火災旋風を描いた図
大日本麦酒吾妻橋工場（現・リバーピア吾妻橋）内鉄柱
丸善ビル

### 建物倒壊

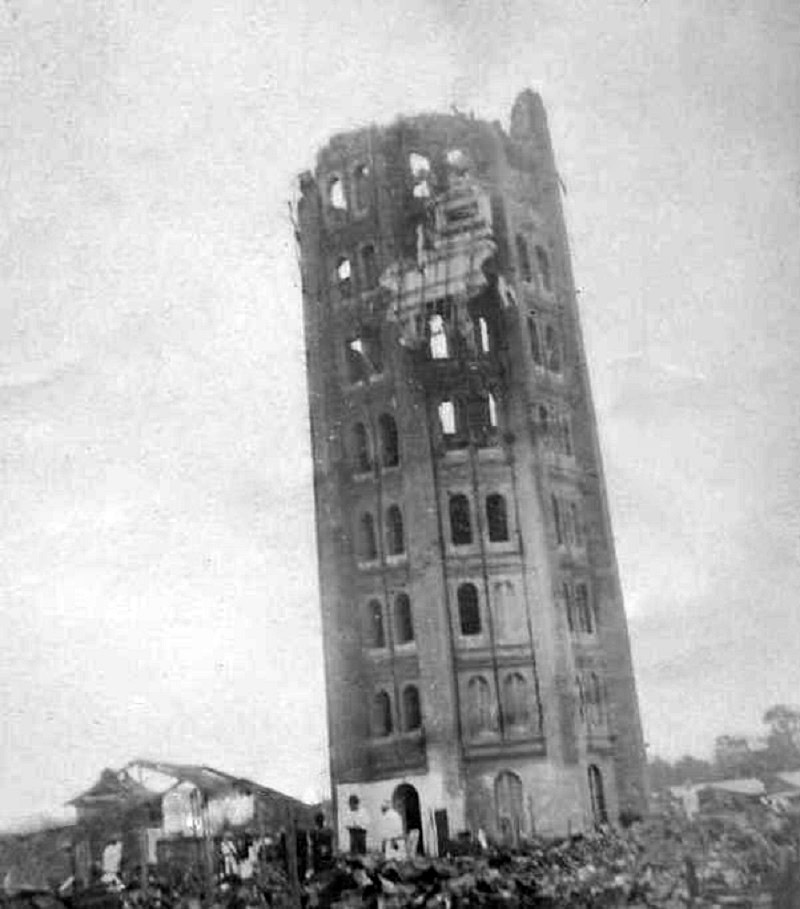
半壊した凌雲閣

東京市内の建造物の被害としては凌雲閣（浅草十二階）が大破した他、建設中であった丸の内の内外ビルディングが崩壊し、作業員約300名が圧死する事故も発生した。また火災により、帝都東京の中心部に所在していた官公庁の多く（外務省、大蔵省、文部省、内務省、警視庁を含む）の庁舎が焼失し、東京帝国大学や明治大学記念館、帝国劇場、三越日本橋本店等といった教育・文化・商業施設も数多く焼失した。神田神保町や帝国大学図書館、松廼舎文庫、大倉集古館も類焼し、貴重な書籍群や文化財が大量に失われた。
震源に近かった横浜市では、官公庁やグランドホテル、オリエンタルパレスホテル等が石造・煉瓦作りの洋館であったことから一瞬にして倒壊し、内部にいた者は逃げる間もなく圧死した。直後の火災によって外国領事館は全て焼失、工場・会社事務所も90 %近くが焼失した。千葉県房総地域の被害も激しく、北条町では古川銀行・房州銀行（共に現在の千葉銀行の前身の1つ）が辛うじて残った以外は郡役所・停車場を含む全ての建物が全壊し、測候所と旅館が亀裂の中に陥没するなど壊滅的被害を出した。
なお、地震後も気象観測を続けた中央気象台（現在の気象庁、位置は現在とほぼ同じで若干濠寄り）では1日21時ごろから異常な高温となり、翌2日未明には最高気温46.4 ℃を観測した。気象台にも大規模な火災が次第に迫り、最終的には気象台の本館にも引火して多くの地震記録ごと消失した。気象記録としては無効となったものの、火災の激しさを示すエピソードとなった。

### 首都機能の麻痺
震災当時の通信・報道手段は、有線通信の電報と新聞が主なものであったが、当時東京にあった16の新聞社は、地震発生により活字ケースが倒れて活字が散乱したことで印刷機能を失い、さらに大火によって13社が焼失し、報道機能は麻痺した。東京日日新聞（現在の毎日新聞の前身）、報知新聞、都新聞は焼け残り、最も早く復旧した東京日日は9月5日付の夕刊を発行した。
郵便制度も同様であり、普通切手やはがき、印紙が焼失し、一部に至っては原版までも失われた。全国各地の郵便局の在庫がひっ迫することが予想されたため、糊や目打なしの震災切手と呼ばれる臨時切手が民間の印刷会社（精版印刷・大阪、秀英舎・東京）に製造を委託され、9種類が発行された。その他にはがき2種類、印紙なども同様にして製造された。
11月に発行を予定していた、皇太子・裕仁親王（後の昭和天皇）と良子女王（後の香淳皇后）との結婚式の記念切手「東宮御婚儀」4種類は、そのほとんどが逓信省の倉庫で原版もろとも焼失し、切手や記念絵葉書は発行中止（不発行）となった。その後、当時日本の委任統治領だった南洋庁（パラオ）へ事前に送っていた分が回収され、皇室関係者と逓信省関係者へ贈呈された。なお、結婚式自体は1924年（大正13年）1月に延期して挙行された。
関東以外の地域では、通信・交通手段の途絶も加わって、伝聞情報や新聞記者・ジャーナリストの現地取材による情報収集に頼らざるを得なくなり、新聞紙上では「東京（関東）全域が壊滅・水没」「津波、赤城山麓にまで達する」「政府首脳の全滅」「伊豆諸島の大噴火による消滅」「三浦半島の陥没」などといった噂やデマが取り上げられた。

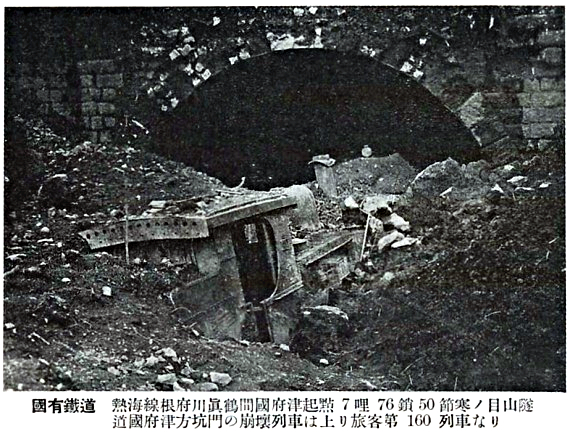
真鶴駅－根府川駅間の寒ノ目山トンネルで埋没した上り第116列車の牽引機関車

震央から約120 kmの範囲内にあった国有鉄道の149トンネル（建設中を含む）のうち、93トンネルで補修が必要となった。特に激しい被害を受けたのは熱海線（現・東海道線）の小田原 - 真鶴間で、11本あるトンネルのうち7本に大規模な損傷が生じた。地滑りや斜面崩落により坑口付近の崩落や埋没が生じたが、坑口から離れた場所でも亀裂や横断面の変形が生じている。このほか、根ノ上山トンネル（熱海線：早川 - 根府川間）、与瀬トンネル（中央線：相模湖 - 藤野間）、南無谷トンネル（現・内房線：岩井 - 富浦間）でも深刻な損傷が生じた。

### 土砂災害
丹沢山地では多くの表層崩壊が生じた。神奈川県小田原市の白糸川では、地震によって斜面の崩落や崩壊が生じ山津波（岩屑流）となり、小田原市根府川沿い集落の123戸中64戸を埋没させ、300人以上の死者を出した。この山津波は約6kmを5分程度で流下した。なお、この山津波と根府川駅列車転落事故を生じた地滑りは別のものである。
地震後も、9月12日から15日の大雨によって166か所の土砂災害、12か所の河道閉塞が発生し、土砂災害による死者は1,053人以上、建物約500戸に被害が及んだ。
現在の秦野市では地震動によって市木沢（）最上部付近の丘陵が200 mにわたり崩落し、下校途中の女児2人が行方不明となった。崩落土の河道閉塞によって出現した新たな湖は「震生湖」と命名され、今日では市民の憩いの場となっている。

## 地震の混乱で発生した事件

### 司法・法制の動き
司法省および法曹会の下で、受刑者を一時解放した刑務所もあった。横浜刑務所では受刑者を名古屋へ移送することが9月7日になって決まり、同日に貼り紙による告知が行われたものの解放された受刑者821名のうち、翌日早朝の期限までに戻ってきた受刑者は565名のみであった。
なお、この9月7日は治安維持法の前身となる緊急勅令が出された日でもあった。

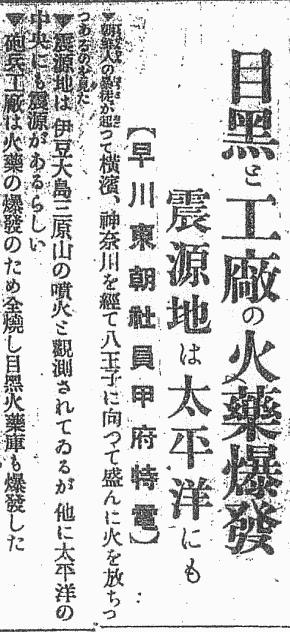
朝鮮人が暴徒となって放火していると伝える大阪朝日新聞（1923年9月3日号外）。震災後、多くの新聞社が流言の拡散に加担した（内閣府、災害教訓に関する専門調査会、平成20年3月報告書『1923年関東大震災、第2編』https://www.bousai.go.jp/kyoiku/kyokun/kyoukunnokeishou/rep/1923_kanto_daishinsai_2/index.html ）

- 9月3日 亀戸事件（当事者は警察署と自警団）、東京地方裁判所管
- 9月6日 福田村事件（当事者は自警団）、千葉地方裁判所管
- 9月7日 『治安維持ノ爲ニスル罰則ニ關スル件』（勅令第403号）が発布。
- 9月16日 甘粕事件（大杉事件、当事者は憲兵隊）、東京地方裁判所管

### 震災後の殺傷事件
震災発生後、混乱に乗じた朝鮮人による凶悪犯罪、暴動などの噂が行政機関や新聞、民衆を通して広まり、民衆・警察・軍によって朝鮮人、またそれと間違われた中国人、日本人（聾唖者など）が殺傷される被害が発生した。
これらに対して9月2日に発足した第2次山本内閣は9月5日、民衆に対して朝鮮人に不穏な動きがあれば軍隊および警察が取り締まるため、民間人に自重を求める「内閣告諭第二号」（鮮人ニ対スル迫害ニ関シ告諭ノ件）を発した。
この内閣告諭第二号と同じ日、官憲は臨時震災救護事務局警備部で「鮮人問題ニ関スル協定」という極秘協定を結んだ。協定の内容は、官憲・新聞などに対しては一般の朝鮮人が平穏であると伝えること、朝鮮人による暴行・暴行未遂の事実を捜査して事実を肯定するよう努めること、国外に「赤化日本人及赤化鮮人が背後で暴動を煽動したる事実ありたることを宣伝」することである。こうした対応について、金富子は日本政府が国家責任回避のため、自警団・民衆に責任転嫁し、また実際に朝鮮人がどこかで暴動を起こしたという事実がないか必死に探し回ったものだとしている。
軍は流言が救護活動に支障を来さないように、在郷軍人会の救援隊に「朝鮮人全てが不良ではない。『博愛衆に及ぼす』は国民道徳の神髄」など教育勅語を引用した「心得」を配布していた。

#### 流言の拡散と検証、収束

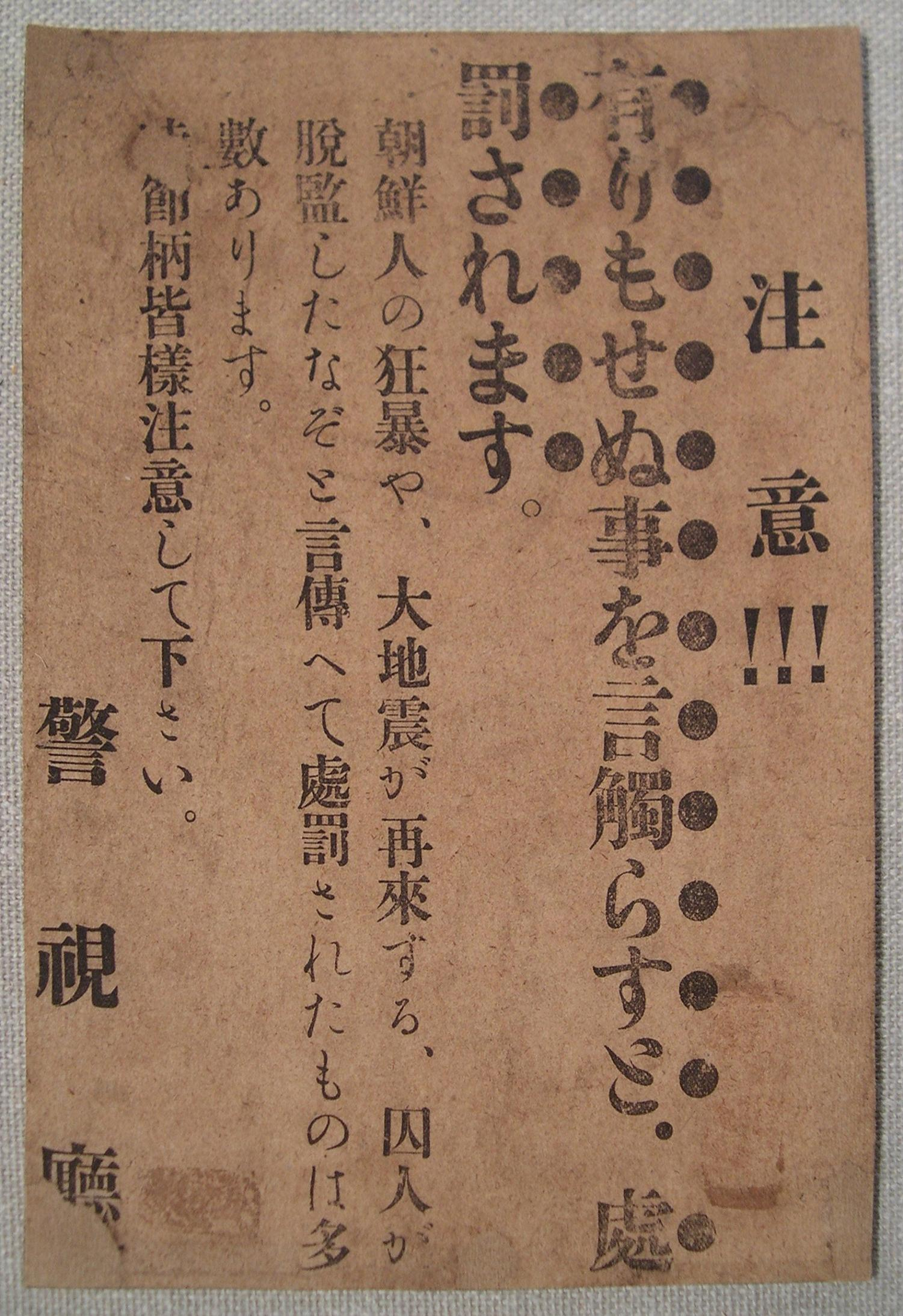
デマを流す者に対して警告する警視庁のビラ

一方で震災発生後、内務省警保局、警視庁は朝鮮人が放火し暴れているという旨の通達を出していた。9月3日朝、警保局長の後藤文夫は戒厳令を受けて、各地方長官（現在の都道府県知事）に向けて以下の内容の警報を打電した。
| 「 | 東京付近の震災を利用し、朝鮮人は各地に放火し、不逞の目的を遂行せんとし、現に東京市内に於て爆弾を所持し、石油を注ぎて放火するものあり。既に東京府下には一部戒厳令を施行したるが故に、各地に於て充分周密なる視察を加え、朝鮮人の行動に対しては厳密なる取締を加えられたし | 」 |

各地の地方行政庁は、管下の郡役所・町村役場へ伝達し、その結果、各町村において自警団の結成と「取締」活動の奨励が浸透していった。
さらに警視庁からは戒厳司令部宛に、
| 「 | 鮮人中不逞の挙について放火その他凶暴なる行為に出（いず）る者ありて、現に淀橋・大塚等に於て検挙したる向きあり。この際これら鮮人に対する取締りを厳にして警戒上違算無きを期せられたし | 」 |

と“朝鮮人による火薬庫放火計画”なるものが伝えられた。警視庁は「デマをばら撒くことは処罰される」というビラを貼り付けた。
当時はテレビはむろん、ラジオも日本にはなく新聞のみが唯一のマスメディアだった。記事の中には「内朝鮮人が暴徒化した」「井戸に毒を入れ、また放火して回っている」というものもあった。こうした報道の数々が9月2日から9月6日にかけ、大阪朝日新聞・東京日日新聞・河北新聞で報じられている。大阪朝日新聞においては、9月3日付朝刊で「何の窮民か 凶器を携えて暴行 横浜八王子物騒との情報」の見出しで「横浜地方ではこの機に乗ずる不逞鮮人に対する警戒頗る厳重を極むとの情報が来た」とし、3日夕刊（4日付）では「各地でも警戒されたし 警保局から各所へ無電」の見出しで「不逞鮮人の一派は随所に蜂起せんとするの模様あり・・・」と警保局による打電内容を、3日号外では東朝（東京朝日新聞）社員甲府特電で「朝鮮人の暴徒が起つて横濱、神奈川を經て八王子に向つて盛んに火を放ちつつあるのを見た」との記者目撃情報が掲載されている。また、相当数の民衆によってこれらの不確かな情報が伝播された。海軍無線電信所船橋送信所は流言をそのまま伝えたため、後日、所長の大森大尉は免職になったという。
これらの情報の信憑性については2日以降、官憲や軍内部において疑念が生じ始めた。2日に届いた一報に関しては第一師団（東京南部担当）が検証したところ虚報だと判明、3日早朝には流言にすぎないとの告知宣伝文を市内に貼って回っている。5日になり、見解の統一の必要性に迫られた官憲内部で精査のうえ、戒厳司令部公表との通達において
| 「 | 不逞鮮人については三々五々群を成して放火を遂行、また未遂の事件もなきにあらずも、既に軍隊の警備が完成に近づきつつあれば、最早決して恐るる所はない。出所不明の無暗の流言蜚語に迷はされて、軽挙妄動をなすが如きは考慮するが肝要であろう | 」 |

と発表。「朝鮮人暴動」の存在を肯定するも流言が含まれる旨の発表が行われた。

#### 治安維持緊急勅令の発布

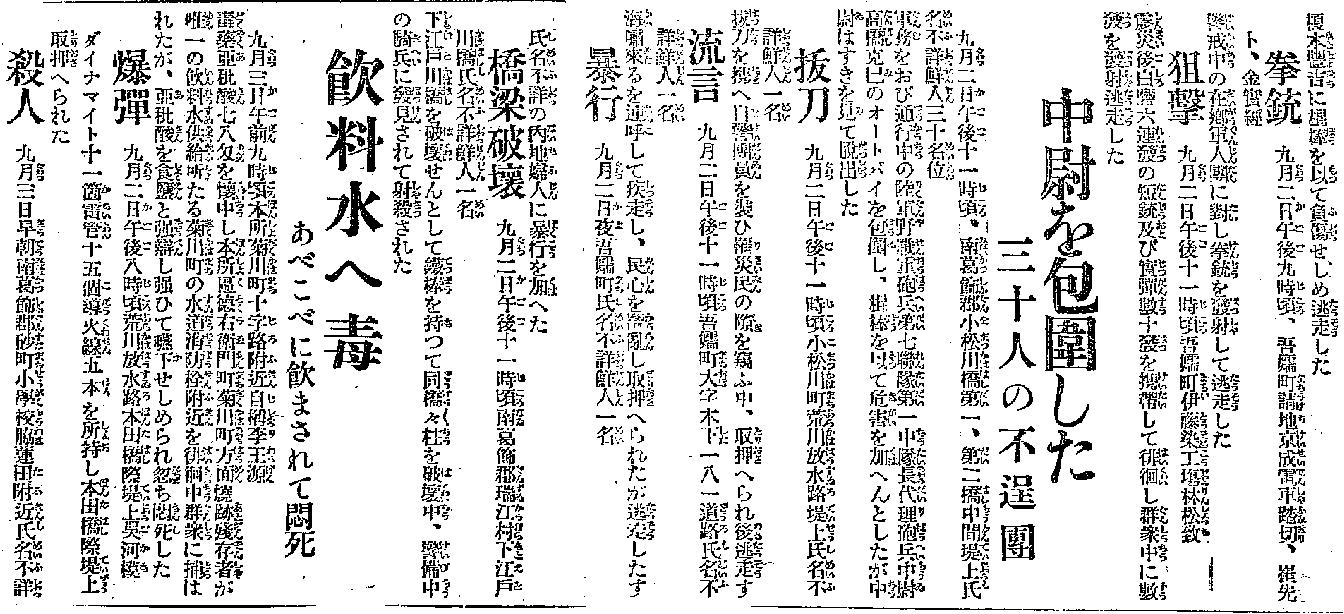
記事差し止め解除を受けて朝鮮人の事件を伝える東京時事新報（1923年10月22日）。情報統制解除後、司法省発表に基づくが、事件の実在性に疑問があるとする主張もある。

こうした流言の存在をきっかけとして、前内閣では廃案となった司法省作成の「過激社会運動取締法案｣の代わりに、7日には緊急勅令「治安維持の為にする罰則に関する件」（勅令403号）が出された（この時の司法大臣は、前日まで大審院長であった思想検事系の平沼騏一郎、枢密院議長は司法官僚の清浦奎吾であった）。これが後の治安維持法の前身である。8日には東京地方裁判所検事正南谷智悌が「鮮人の中には不良の徒もあるから、警察署に検束し、厳重取調を行っているが、或は多少の窃盗罪その他の犯罪人を出すかも知れないが、流言のような犯罪は絶対にないことと信ずる」と、流言と否定する見解を公表した。
震災後1か月以上が経過した10月20日、日本政府は「朝鮮人による暴動」についての報道を一部解禁し、同時に暴動が一部事実だったとする司法省発表を行った。ただし、この発表は容疑者のほとんどが姓名不詳で起訴もされておらず信憑性に乏しく、自警団による虐殺や当局の流言への加担の責任を隠蔽、または朝鮮人に転化するために政府が「でっち上げた」ものと指摘されている。
当時、警視庁官房主事であった正力松太郎は、「朝鮮人来襲騒ぎ」について、来襲は虚報だったとし、警視庁も失敗したと述べている。

#### 緊急勅令による戒厳令の一部規定の適用
警視総監の赤池濃が「警察のみならず国家の全力を挙て、治安を維持」するために、「衛戍総督に出兵を要求すると同時に、警保局長に切言して」内務大臣・水野錬太郎に「戒厳令による戒厳の布告を建言した。水野も朝鮮総督府政務総監時代の1919年9月2日（地震の4年前）、独立党党員に爆弾を投げられ重傷を負ったことがある。これを受け、9月2日には、東京府下5郡に緊急勅令により戒厳令の一部規定適用を布告し、3日には東京府と神奈川県全域にまで広げた。この戒厳令規定一部適用の勅令が水野内務大臣の最後の公務となり、内務大臣の役職は後藤新平に引き継がれた。一方で戒厳令のほか、経済的には非常徴発令・暴利取締法・臨時物資供給令・モラトリアムが施行された。
陸軍は戒厳令のもと騎兵を各地に派遣し、軍隊の到着を人々に知らせたがこのことは人々に安心感を与えつつ、流言が事実であるとの印象を与え不安を植えつけたとも考えられる。この戒厳令により、警官の態度が高圧化したとの評価もある。９月３日には臨時震災救護事務局警備部で、朝鮮人について容疑のない者は保護して適当な場所に収容するが容疑の点ある者は警察・軍に引き渡して適当に処分すること、要視察人・危険なる朝鮮人は充分に視察警戒することが定められた。

#### 警察・陸軍による社会主義者、朝鮮人・中国人らの殺害
警察や陸軍の中では、流言に惑わされて朝鮮人・中国人を殺害する動きやこの際震災後の混乱に乗じて社会主義や自由主義の指導者を殺害しようとする動きもみられた。多くの警察や軍の幹部が朝鮮人暴動の報に接したとき一応は疑ったものの続報が相次ぐ内に信じるようになったと述べている。正力松太郎（当時、警視庁官房主事）が戒厳司令部を訪ね、「こうなったらやりましょう」と息巻き、参謀長の阿部信行が「正力は気が違ったのではないか」と言ったことを参謀の森五六は語っている。正力は、警視庁に駆け付けた新聞記者らには朝鮮人の謀反の噂があるから触れ回ってくれと要請していたという。のちに正力は噂を真に受けたことについて、警視庁当局として誠に面目なき次第と語っている。
東京の三田警察署の署長は、後に住民から「警察の注意によって自警団を組織した」「鮮人と見たらば署に連れてこい、抵抗したらば殺しても差し支えないと、親しく貴下からうけたまわった」（発行時の新聞原文には伏字あり）と、新聞に投書されている。
特に、亀戸署は管内に工場が林立し労働運動も盛んでそれらの取締りが重要な任務で敵視する風が強かったうえ、中国人労務者も多かった。もとは特高課労働係長であった署長の古森繁高は積極的に社会主義者や朝鮮人・中国人の検束を命じ、4日夜には1,300人超が検束された。署内の状況は不穏となり、古森は不良自警団員として逮捕された日本人4名を騎兵連隊に引き渡し殺害させた（第一次亀戸事件）。この4名がとくに署内で騒いだ為とされているが、殺害された中には同署の特高刑事から日本人労務者を使えと言われて拒否していた中国人労務者専門の日本人手配師もいて、実際には警察と中国人労務者専門の手配師との確執が窺える。
9月3日には中国人労務者の多い同亀戸署管内の大島町で大量の中国人虐殺が起きている（大島町事件）。仁木ふみ子は、日本人より安い賃金で働く中国人労務者やその手配師は日本人労務者や日本人専門の手配師にとっても邪魔で排斥の動きが起きていたことを指摘、警察や日本人専門の手配師の扇動や計略によるものと見ている。殺害された者は200 - 400名といわれ、中国の視察団が調査に来るということで、後に死体は警察の手で人相や服装が分からないよう焼き払われ、川に流されている。当時は、このような死体が多数、川に浮かび流れている状態であった。また、彼ら労務者の共済会の会長を務めていた中国人留学生の青年、王希天がこれら中国人労務者を気遣って訪れてきたが、亀戸署員らは王を拘束し労務者の習志野収容所への移送に協力させていたが、結局12日に野戦重砲兵第三旅団に依頼して、その兵士らに殺害させた。王希天の知人らによって事件は中国に伝えられ、国際問題となっている
9月4・5日にかけて、習志野騎兵第13連隊は、東京府南葛飾郡亀戸町（現・東京都江東区亀戸）の亀戸署内または荒川放水路で社会主義者の川合義虎、平澤計七ら10人を銃殺、さらに平澤は斬首された（第二次亀戸事件）。亀戸署が彼らが告発することによって先の第一次亀戸事件が発覚することを恐れ、戒厳令下にあることを利用して騎兵連隊に依頼したともいわれる。また、やはり習志野騎兵第13連隊により亀戸警察署内の演武場で中国人・朝鮮人ら86人が刺殺されたという主張がある。
9月16日、憲兵大尉・甘粕正彦らは、大杉栄と伊藤野枝と大杉の6歳の甥の橘宗一を連行して殺害。憲兵隊本部弾薬倉庫の古井戸の中に遺体を投げ込んだ。
この他、殺害には至らなかったが吉野作造や大山郁夫が暗殺対象となった。種田山頭火は避難仲間の知人が憲兵隊の社会主義者ブラックリスト掲載人物であり巻き添えになって憲兵隊に拘束され、後に釈放された。

#### 自警団による犯行

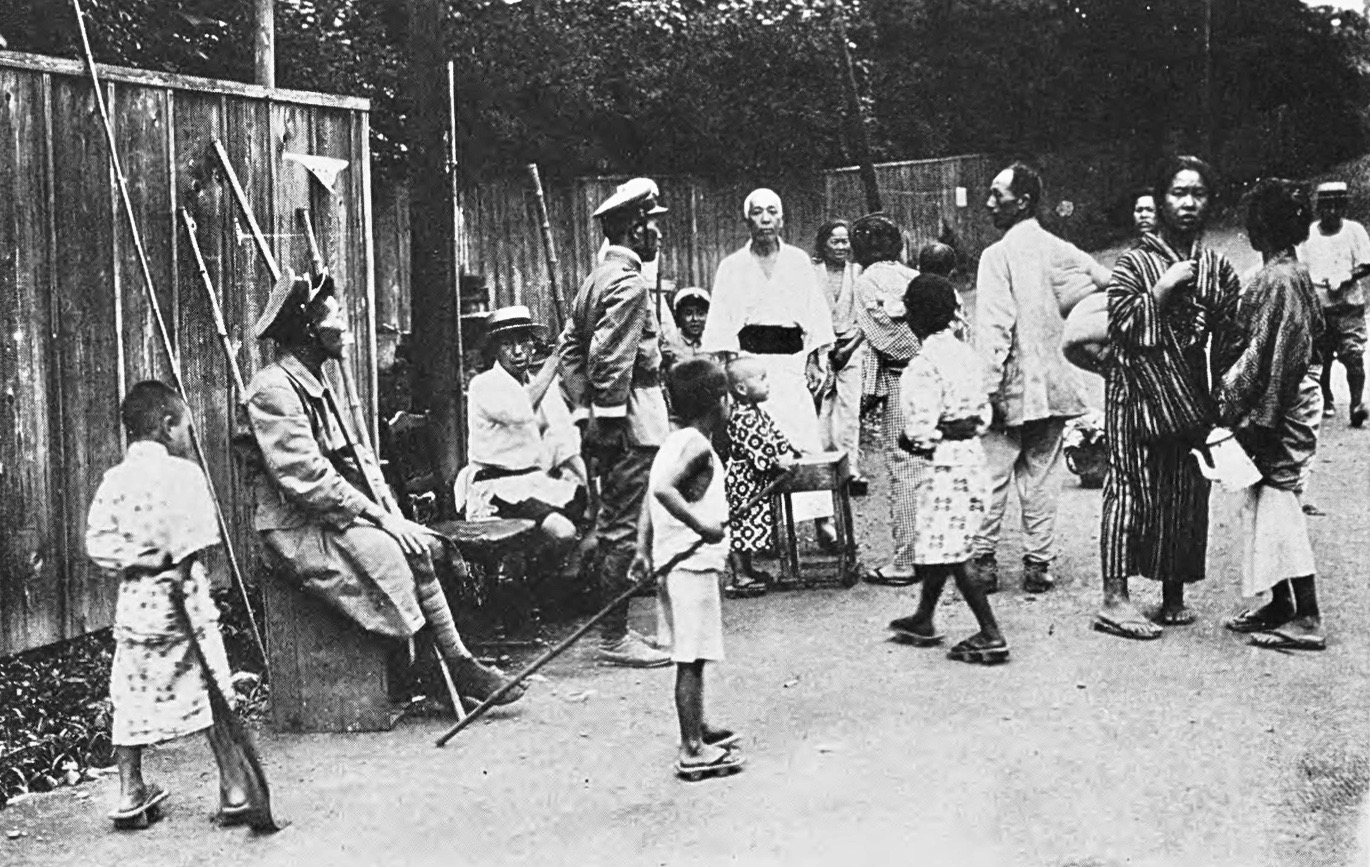
東京の麻布で結成された自警団。竹槍などで武装している。

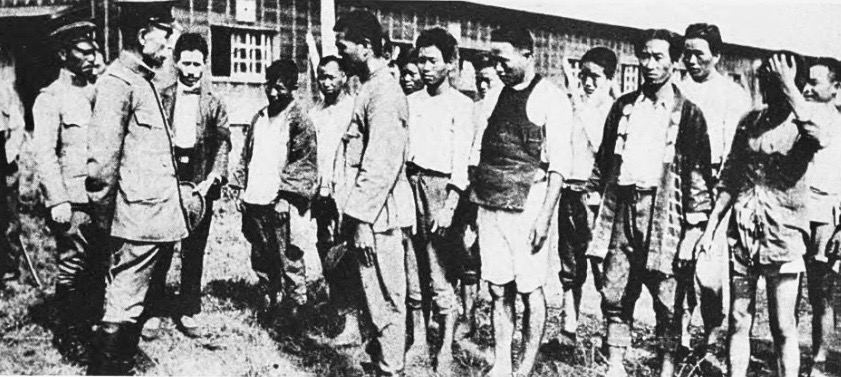
千葉県の習志野俘虜収容所（習志野廠舎）で収容された朝鮮人らに訓辞をする山梨半造関東戒厳司令官。危害防止のためとして軍や警察により朝鮮人・中国人など約4500人が収容された。日本人600人も避難していた。

警察の主導で関東地方に4,000もの自警団が組織され、集団暴行事件が発生した。横浜地区では刑務所から囚人が解放されていたため、自警団の活動に拍車がかかった。これら自警団の行動により、朝鮮人だけでなく、中国人、日本人なども含めた死者が出た。朝鮮人かどうかを判別するためにシボレスが用いられ、国歌を歌わせたり、朝鮮語では語頭に濁音がこないことから、道行く人に「十五円五十銭」「ガギグゲゴ」などを言わせ、上手く言えないと朝鮮人として暴行、殺害したとしている。「白い服装だから朝鮮人だろう」という理由で、日本海軍の将校ですら疑われた。また福田村事件のように、方言を話す地方出身の日本内地人が殺害されたケースもある。「ぱぴぷぺぽ」などの発音が困難だった聾唖者（聴覚障害者）も朝鮮人に疑われ、東京聾唖学校の生徒の約半数が生死がわからない状態になり、卒業生の一人は殺された。東京盲唖学校では在校証明書を作成したが間に合わなかったという。日本人被害者には誤認であると判明したのちに殺害されたケースもある。
埼玉県・群馬県では4日以降、警察の管理下で移送中や警察署で保護していた朝鮮人が群衆に襲撃される事件が連続した（9月4日に熊谷事件、神保原事件、本庄事件、寄居事件、9月5・6日にかけて藤岡事件。）
横浜市の鶴見警察署長・大川常吉は保護下にある朝鮮人ら300人の奪取を防ぐために、1千人の群衆に対峙して「朝鮮人を諸君には絶対に渡さん。この大川を殺してから連れて行け。そのかわり諸君らと命の続く限り戦う」と群衆を追い返した。さらに「毒を入れたという井戸水を持ってこい。その井戸水を飲んでみせよう」と言って一升びんの水を飲み干したという。大川は朝鮮人らが働いていた工事の関係者と付き合いがあったとみられている。また。軍にも朝鮮人保護に努めたところもあった。当時横須賀鎮守府長官野間口兼雄の副官だった草鹿龍之介大尉（後の第一航空艦隊参謀長）は「朝鮮人が漁船で大挙押し寄せ、赤旗を振り、井戸に毒薬を入れる」などのデマに惑わされず、海軍陸戦隊の実弾使用申請や、在郷軍人の武器放出要求に対し断固として許可を出さなかった。横須賀鎮守府は戒厳司令部の命により朝鮮人避難所となり、身の危険を感じた朝鮮人が続々と避難している。現在の千葉県船橋市丸山にあった丸山集落では、それ以前から一緒に住んでいた朝鮮人を自警団から守るために一致団結した。また朝鮮人を雇っていた埼玉県の町工場の経営者は、朝鮮人を押し入れに隠し、自警団から守った。
警官手帳を持った巡査が憲兵に逮捕され、偶然居合わせた幼なじみの海軍士官に助けられたという逸話もある。当時早稲田大学在学中だったのちの大阪市長・中馬馨は、叔母の家に見舞いに行く途中で群集に取り囲まれ、下富坂警察署に連行され「死を覚悟」するほどの暴行を受けたという。歴史学者の山田昭次は、残虐な暴行があったとしている。
10月以降、暴走した自警団は警察によって取り締まられ、殺人・殺人未遂・傷害致死・傷害の4つの罪名で起訴された日本人は362名に及んだ。しかし「愛国心」によるものとして情状酌量され、その多くが執行猶予となり、残りのものも刑が軽かった。福田村事件では実刑となった者も皇太子（のちの昭和天皇。当時は摂政）結婚で恩赦になった。自警団の解散が命じられるようになるのは11月のことである。

#### 被害者数

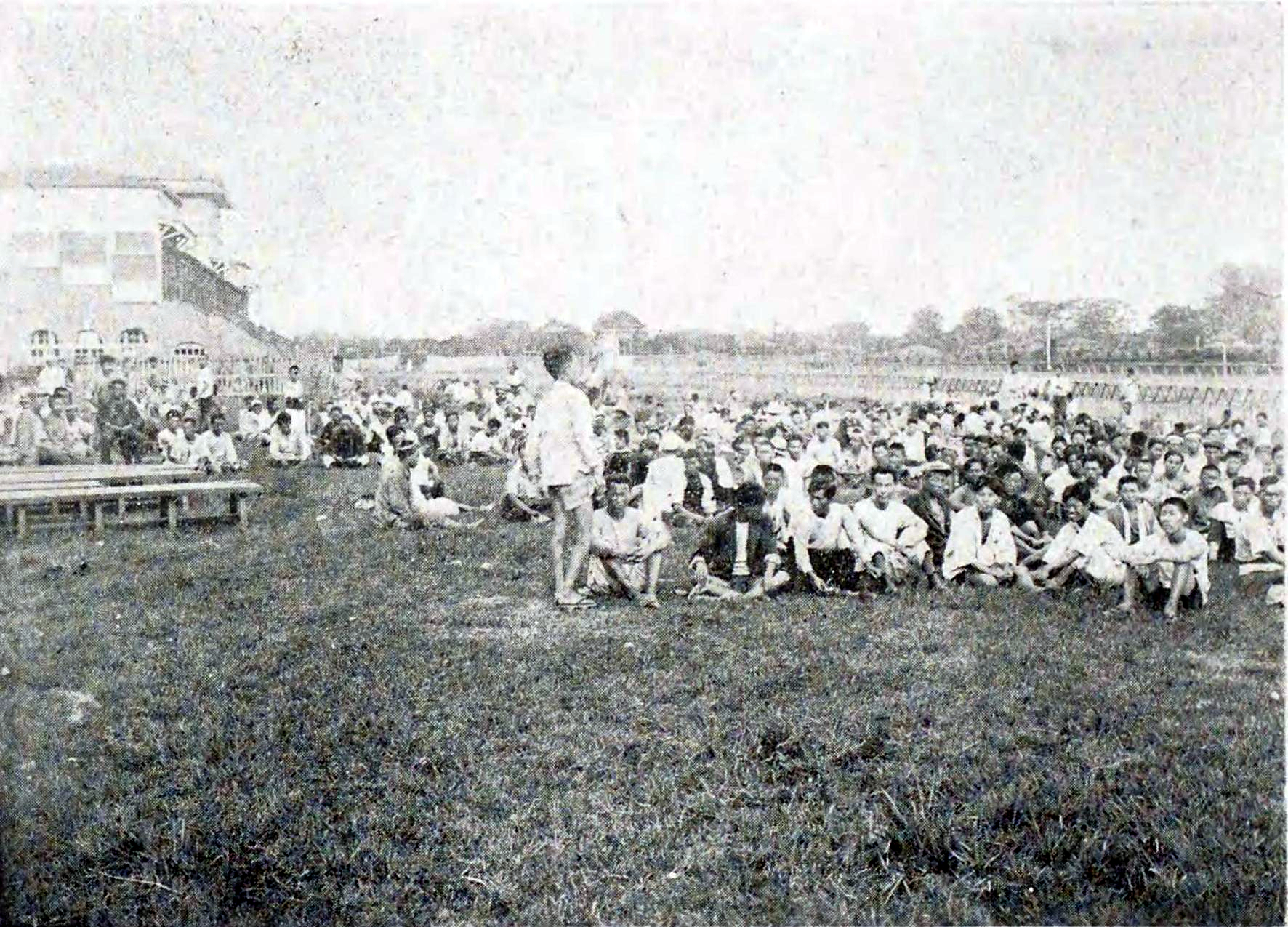
警視廳保護鮮人収容所 (目黑競馬場), 九月十三日

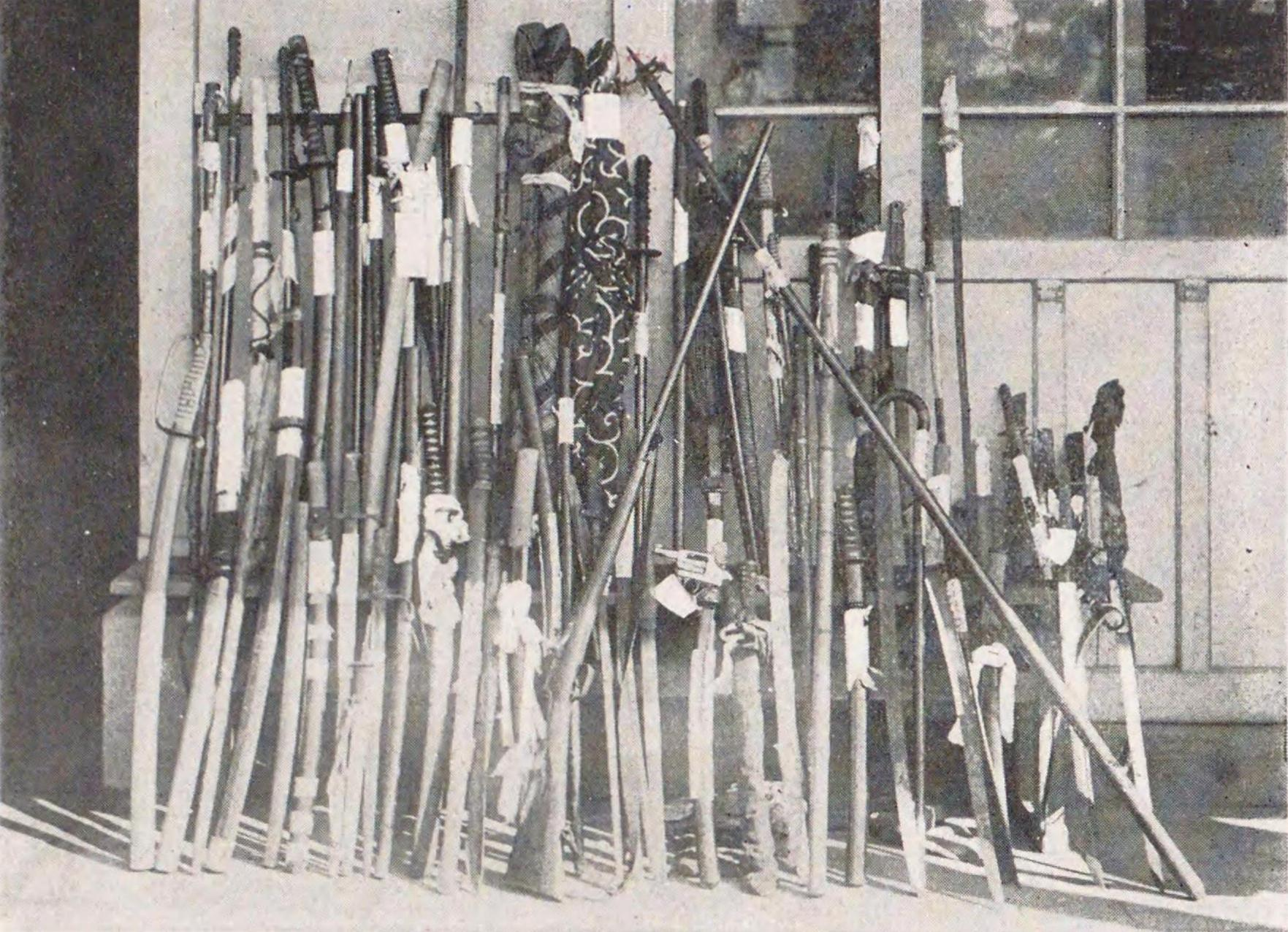
牛込神樂坂警察署ニテ領置セル自警團員ノ戎兇器

殺害された人数は複数の記録、報告書などから研究者の間で分かれており明確になっていない。中央防災会議（事務局は内閣府）は「殺傷事件による犠牲者の正確な数は掴めないが、震災による死者数の1 - 数パーセント」に当たるとする報告書を作成している。吉野作造の調査では2,613人、上海の大韓民国臨時政府の機関紙『独立新聞』社長の金承学の調査では6,661人という数字があり、幅が見られる。犠牲者を多く見積もるものとしては、大韓民国外務部長官による1959年の外交文章内に「数十万の韓国人が大量虐殺された」との記述がある。内務省警保局調査（「大正12年9月1日以後ニ於ケル警戒措置一斑」）では、朝鮮人死亡231人・重軽傷43名、中国人3人、朝鮮人と誤解され殺害された日本人59名、重軽傷43名であった。なお、立件されたケースの被害者数を合算すると233人となる。
2013年6月には、韓国の李承晩政権時代に作成された被害者289人の名簿が発見され、翌年には目撃者や遺族の調査が開始された。2015年1月18日に第1次検証結果では名簿からは289人のうち18人が虐殺されたもの、名簿にない3名が新たに被害者として確認されたと韓国政府は主張した。最終的に2015年12月に検証結果が報告され、韓国政府発表では名簿からは289人のうち28人が虐殺されたものと主張を確定した。
中国人の殺害被害者は700人を超えるとみられている。横浜中国人街では150名程度、大島町事件で200～400名程度という説がある。

### 紙幣の焼失
日本銀行本店は火災の被害を受けたが、銀行券は8.5%が損傷したのみに留まった。ただ、当時の唯一の紙幣印刷工場であった東京市大手町の印刷局（当時は内閣の外局）は、証券印刷部や工場、約730台の機械設備、銀行券原版、製造中や製造完了の銀行券をほぼ焼失し、東京市王子の印刷局抄紙部も建物が全面倒壊した。9月下旬の大阪時事新報によれば、印刷局の焼け跡では奇跡的に1円、5円、10円、20円、100円の原版が無傷で発見され、日本銀行の金庫に保管された。
当初は緊急紙幣の発行は行われなかったが、10月中旬に一部の銀行で預金の払出しが相次いだため、日本銀行は11月6日に大蔵大臣に対し、未発行の高額紙幣「甲200円券」の発行申請を行い、大阪の証券印刷会社である昌栄堂印刷所が下請工場として製造を開始した。しかし年末にはそれほど需要がないことが判明し、甲200円券は発行が中止となった（1926年にすべて焼却処分された）。
1924年には朝鮮総督府の印刷局が東京の印刷局へ、アメリカ製の凹版速刷機やパンタグラフを搬送し、その後に新たに発注されたアメリカ製の凸版・平版印刷機も次第に到着して、印刷局の業務は1926年3月には復旧した。

### 金融状況
日本初の再保険会社（保険会社の保証会社）であった1911年設立の日清火災海上保険は、震災の発生により財務状況が悪化し新契約引受けができなくなった。営業休止が解除されないまま、1925年（大正14年）、軍閥系の大倉財閥が同社を吸収合併したため、大倉火災海上と改称された。
震災によって被害を受け、支払いが困難になった手形は震災手形と呼ばれ、9月中には山本内閣が震災手形割引損失補償令を発布した。内容は、震災地の神奈川・東京の企業が支払責任者（支払人・振出人）であり9月1日以前に銀行が割り引いた（買い取った）手形は、日銀が再割引して2年間支払いを猶予するというものであった。ただし日銀の損失の限度は1億円が限度とされた。ただ、この震災手形は3年後の1926年には不良債権化し、また震災手形が本来の機能を果たさずに、特定の政商の救済・延命に用いられているのみであるという政府への批判も生じた。特に台湾銀行は放漫経営にあった鈴木商店への貸付が焦げ付いていると噂され、これらが1927年の昭和金融恐慌の引き金となった。

## 復興

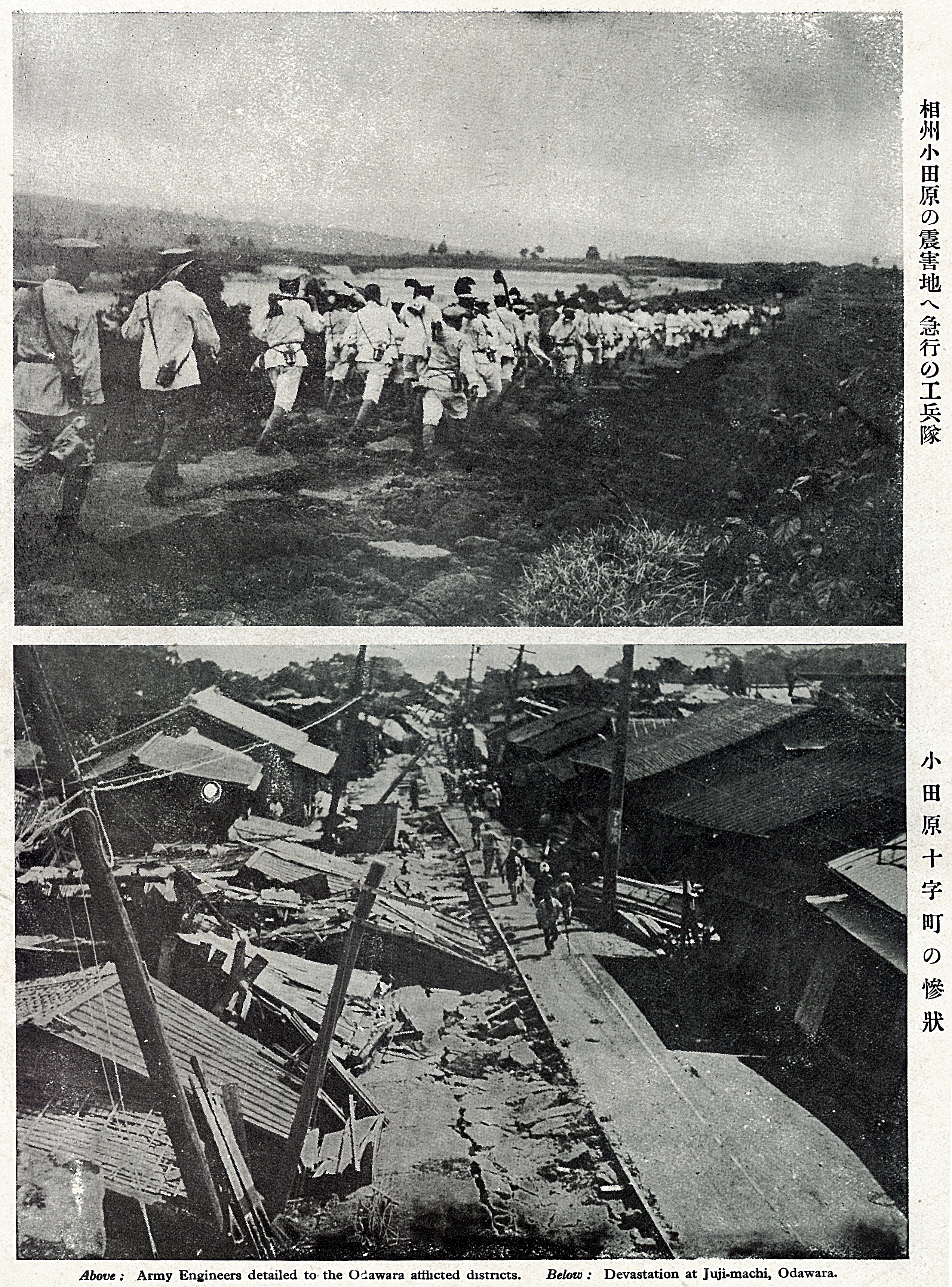
「相州小田原の震害地へ急行の工兵隊」と「小田原十字町の惨状」（関東大震災画報 第一輯〔しゅう〕大阪毎日新聞）

山本権兵衛首相を総裁とした「帝都復興審議会」の創設により、大きな復興計画が動いた。江戸時代以来の東京市街地の大改造を行い、道路拡張や区画整理などインフラ整備も大きく進んだ。公共交通機関が破壊され自動車の交通機関としての価値が認識されたことから、1923年（大正12年）に1万2,765台だった自動車保有台数が震災後激増、1924年（大正13年）には2万4,333台、1926年（大正15年）には4万0,070台となっていた。1929年の世界恐慌など逆風が続くなか、その後も漸増した。
その一方で、第一次世界大戦終結後の不況下にあった日本経済にとっては震災手形問題や復興資材の輸入超過問題などが生じた結果、経済の閉塞感がいっそう深刻化し、のちの昭和恐慌に至る長い景気低迷期に入った。震災直後の7日には緊急勅令によるモラトリアムが出され、29日に至って震災手形割引損失補償令が出されて震災手形による損失を政府が補償する体制がとられたが、その過程で戦後恐慌に伴う不良債権までもが同様に補償され、これらの処理がこじれ、1927年には昭和金融恐慌を起こすことになる。
被災民の行先として宮城前広場にはテント村が作られた。このテント村は1924年（大正13年）1月には解消された。日比谷公園など市内の各地には罹災者収容バラックが建ち始め、同年11月時点で5万1201人が収容されていた。
震災復興事業として作られた代表的な建築物には、同潤会アパート、聖橋、復興小学校、復興道路、復興公園、震災復興橋（隅田川）、九段下ビルなどがある。また復興のシンボルとして、震災前は海だったところをがれきで埋め立てた山下公園が作られ、1935年（昭和10年）には復興記念横浜大博覧会のメイン会場となった。同公園内には1939年（昭和14年）にインド商組合から市に寄贈された水飲み場（インド水塔）が設置されているが、これは在留インド人の事業復活のため、低利融資や商館再建などに尽力した横浜市民らへのお礼として寄贈されたものである。現在この水飲み場は使用されていないが、イスラームのモスクを思わせる屋根をした建造物が今-も残されている。
横須賀軍港では、ワシントン海軍軍縮条約に従って巡洋戦艦から航空母艦に改装されていた天城型巡洋戦艦「天城」が、地震により竜骨を損傷して修理不能と判定された。代艦として解体予定の加賀型戦艦加賀が空母に改装された。加賀と天城の姉妹艦赤城は後に空母に改装され、太平洋戦争（大東亜戦争）緒戦で活躍した。
震災発生時、連合艦隊は大連沖で訓練中であった。地震発生の報告を受け連合艦隊各艦は訓練を中止、救援物資を搭載して東京湾に向かった。このとき戦艦長門（連合艦隊旗艦、対外公称速力23ノット）が大隅海峡で26ノットの速力を出していたのがイギリス海軍に目撃されている。
9月27日、帝都復興院が設置され、総裁・後藤新平により帝都復興計画が提案された。それは、被災地を一旦全て国が買い取る提案や、自動車時代を見越した100m道路の計画（道路の計画には震災前の事業計画だった低速車と高速車の分離も含まれていた）、ライフラインの共同溝化など、現在から見ても理想的な近代都市計画であったが、当時の経済状況や当時の政党間の対立などにより予算が縮小され、当初の計画は実現できなかった（後藤案では30億円だったが、最終的に5億円強にまで削られて議会に提出された）。また土地の買い上げに関しては神田駿河台の住民が猛反発した。この復興計画を縮小したことにより、図らずも東京大空襲時の火災の広がり方や、戦後の高度経済成長期以降の自動車社会になって、計画を縮小した影響が出てしまった。例えば、道路については首都高速などを建設するに当たって、防災のために造られた広域避難のための復興公園（隅田公園）の大部分を割り当てたり、かつ広域延焼防止のために造られた道路の中央分離帯（緑地）を利用などして建設する必要があった。

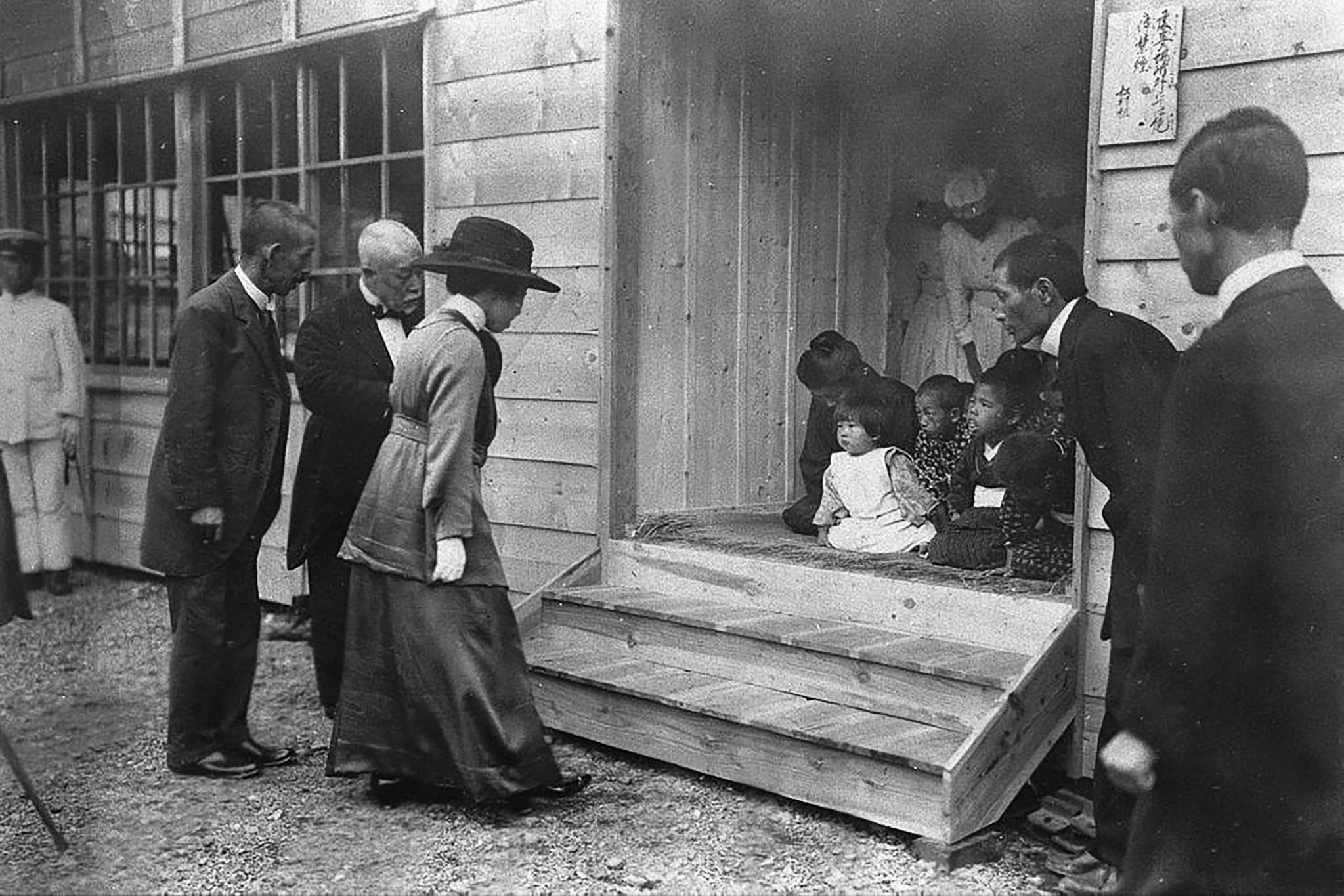
赤十字病院を慰問する貞明皇后（1923年9月15日）
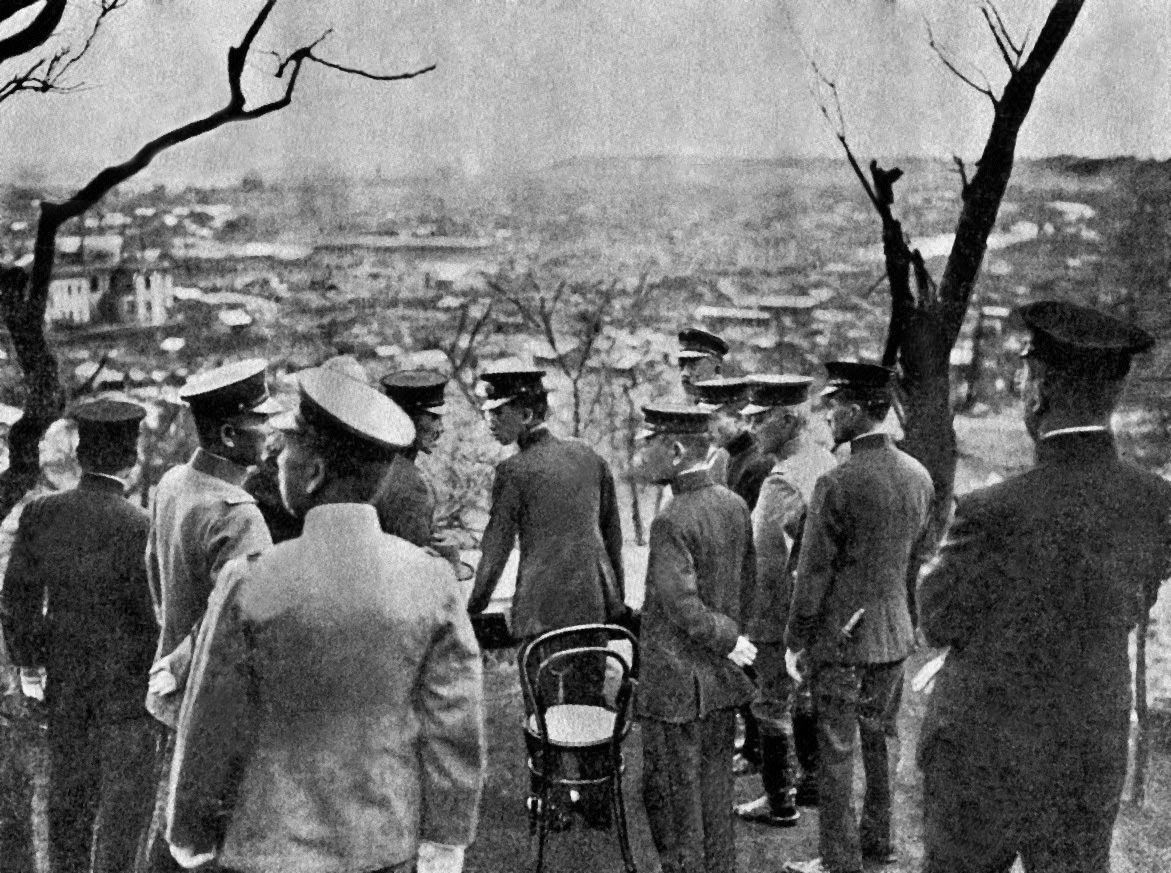
摂政宮（後の昭和天皇）による横浜視察（1923年9月15日）
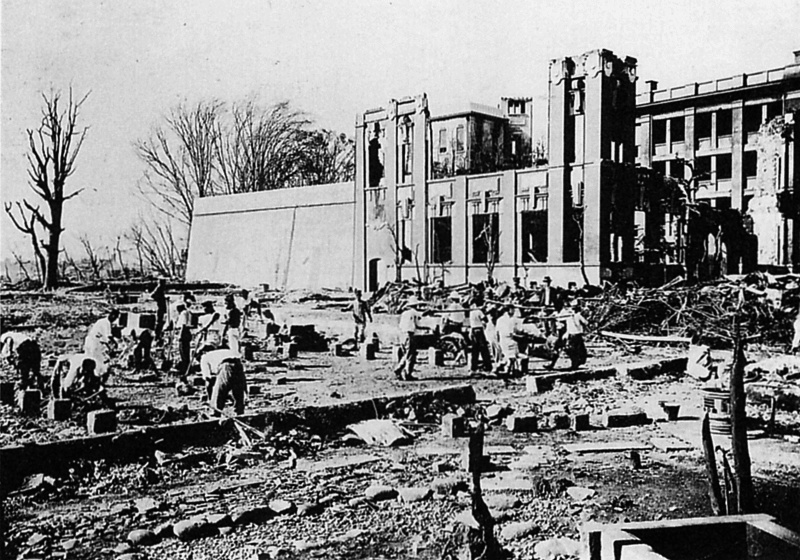
記念館跡で震災瓦礫の除去作業を行う明治大学の学生たち）
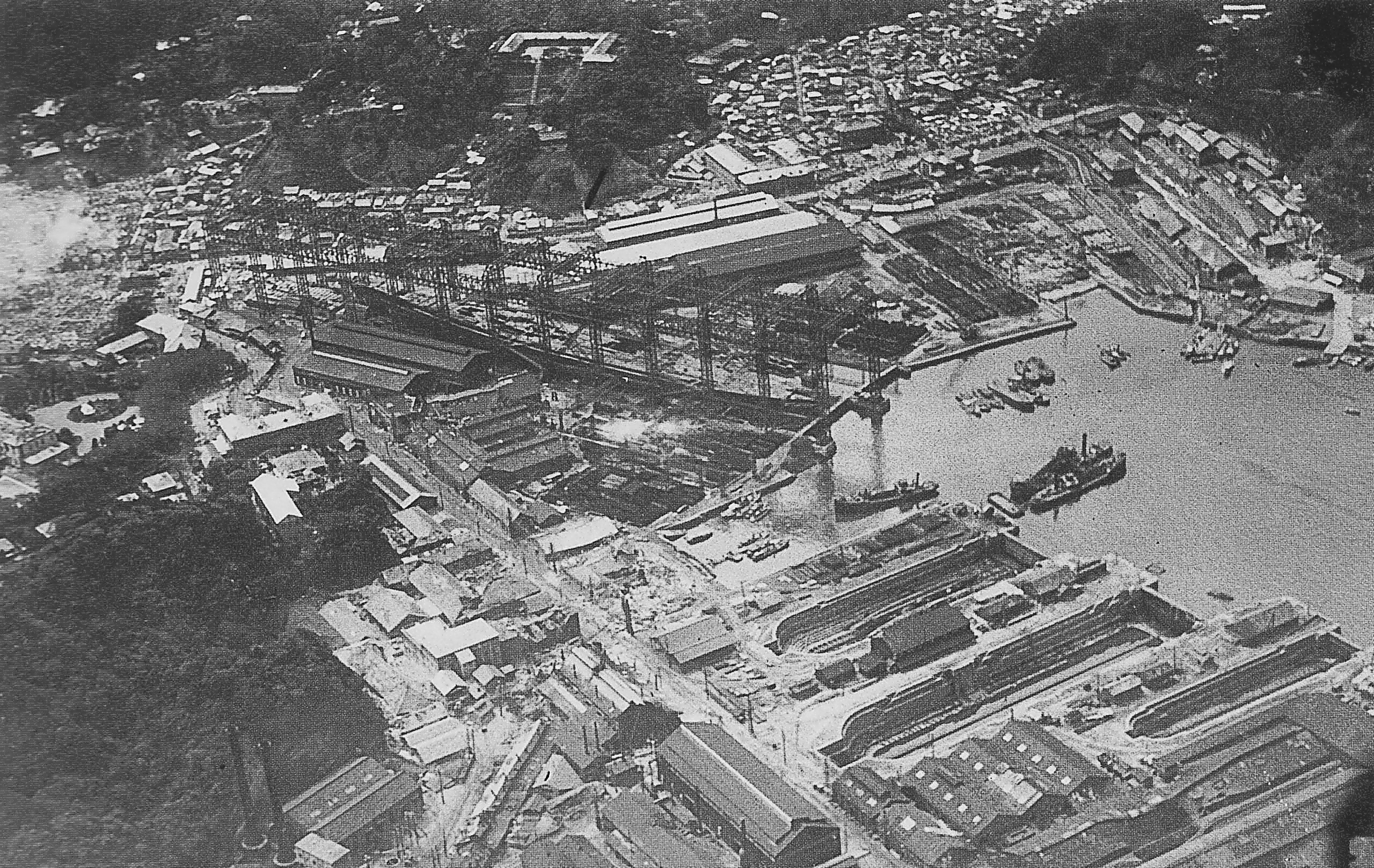
関東大震災直後の横須賀海軍工廠ガントリークレーン付近。天城が左舷（手前側）に傾き損傷している。

1930年（昭和5年）3月24日、昭和天皇が復興した東京を巡幸した。26日には二重橋前広場で帝都復興祭が挙行された。
帝都復興完成に就き賜はりたる勅語（昭和5年3月26日）
同年8月には帝都復興記念章が制定され（昭和5年8月13日勅令第148号「帝都復興記念章令」第1条）、帝都復興事業に直接または伴う要務に関与した者（同第3条1号2号）に授与された（同第3条）。
9月は台風災害なども多いことから、関東地震のあった9月1日を「防災の日」と1960年（昭和35年）に定め、政府が中心となって全国で防災訓練が行われている。ただし、宮城県沖地震を経験している宮城県、桜島を擁する鹿児島県などのように、独自の防災の日を設けてその日に防災訓練を行っている地域もある。

### 犠牲者の慰霊施設等
- 東京都慰霊堂（旧震災記念堂）：大きな被害を出した「被服廠跡」に建設（現・東京都墨田区横網横網町公園内）、身元不明の遺骨を納め死者の霊を祀る。1948年（昭和23年）からは東京大空襲の身元不明の遺骨を納め、その死者の霊も合祀している。
- 大正拾二年九月帝都震災殃死（おうし）者之霊供養碑：東京大田区の池上本門寺境内。

## 国外の反応と支援

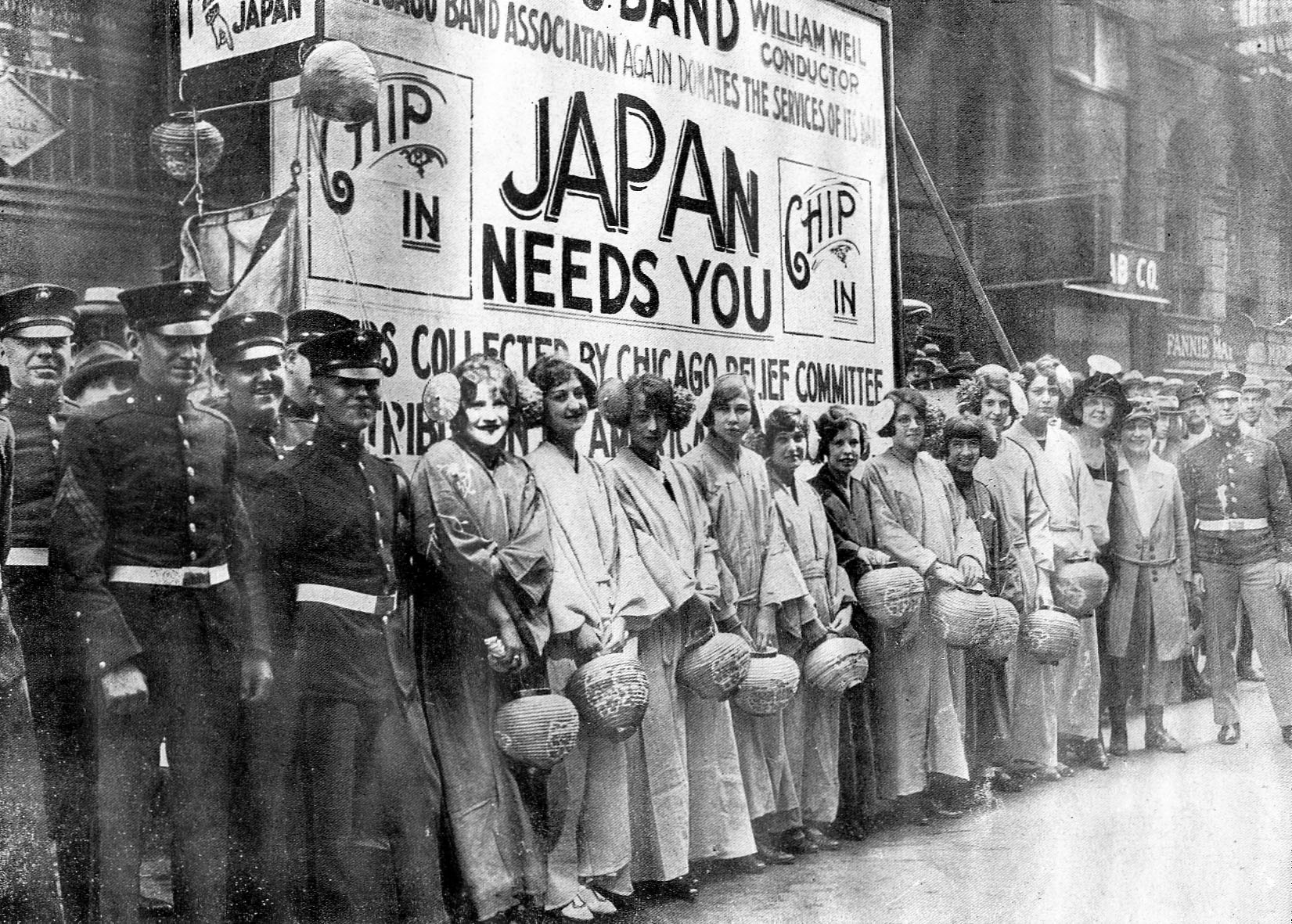
シカゴで行われた募金運動

地震の報を受けて、多くの国から日本政府に対する救援や義捐金、医療物資の提供の申し出が相次いだ。特に太平洋を隔てた隣国で、第一次世界大戦時にともに戦ったアメリカ合衆国の支援は圧倒的で、さらに「なお希望品を遠慮なく申出られたし」との通知があった。
義捐金の多くはイギリスやアメリカ合衆国、中華民国から送られ、ほかにもインド、オーストリア、カナダ、ドイツ、フランス、ベルギー、ペルー、メキシコなどからも救援物資や義捐金が送られた。アメリカやイギリスの軍艦が救援物資や避難民を運んだことも記録に残っている。
この当時、即時に海外に伝達される情報手段は実用的でなかったが、日本から長波無線を使って磐城国際無線電信局原町送信所からアメリカに情報が伝達され、無線電信による非常時の情報伝達の有効性が日本で初めて確認された。東京の新聞社は被害を受けていたため、河北新報の記事が打電された。
当時、日本 - アメリカと結ぶ通信線は海底ケーブルか長波無線であったがこの時、地震で海底ケーブルは不通になっており、残るは長波無線しかなかった。日本でアメリカと交信ができる長波無線は、福島県の磐城国際無線電信局しかなかった。当時、磐城国際無線電信局では被害はなかったものの、大変な被害が関東で発生しているという情報がかすかながら伝わってきた。電話などは全て不通となっているため、急遽国内向けの無線情報を入手すべく機械を改造して情報を入手し、アメリカに向けて緊急情報を発信した。また、このアメリカ向けに発信された情報が、偶然日本が中国北京に建設し試験中であった無線局で傍受されたため、その情報が中国国内および欧州にも伝わることになった。結果的に唯一の海外への情報連絡局となった磐城国際無線電信局だったが、当時の磐城国際無線電信局長だった米村嘉一郎は非常時の無線の活躍について「素晴らしい活躍をする手段だったが、日本では磐城一か所しか国際通信ができない設備不足、および非常時の通信体制をどのようにしておくべきかまったく準備ができていなかったことを悔いている」と後に述べている。
しかしこの情報により、上記の各国による多大な援助が迅速に行われることとなったのである。
中華民国
清朝の元皇帝で、当時中華民国内で「大清皇帝」となっていた愛新覚羅溥儀も、地震の発生を聞くと深い悲しみに打ち沈んだ。溥儀は日本政府に対する義捐金を送ることを表明し、あわせて紫禁城内にある膨大な宝石などを送り、日本側で換金し義捐金として使うように日本の芳沢謙吉公使に伝えた。なおこれに対し日本政府は、換金せずに評価額（20万ドル相当）と同じ金額を皇室から拠出し、宝石などは皇室財産として保管することを申し出た。その後、1923年11月に日本政府は代表団を溥儀の下に送り、感謝の意を表した。
溥儀はのちに日本の協力のもとで満洲国皇帝となるが、この時点において溥儀は「何の政治的な動機を持たず、純粋に同情の気持ちを持って行った」と溥儀の帝師のレジナルド・ジョンストンは自著の中で回想している。
震災被害の大きさに民間においても日本に対する同情論が高まり、義捐金募集の動きが始まっていたが、中国人虐殺が起きたことが知られるに連れ、一部を除きその動きは失速していく。
アメリカ合衆国
第一次世界大戦において共に戦った日本に対するアメリカの政府、民間双方の支援はその規模・内容共に最大のものであった。有名なスローガン「Minutes make lives（数分が生死を分ける）」はこのときのもの。全米で被災者に対する募金活動が行われたほか、当時アメリカの植民地であったフィリピンの米陸軍基地からも様々な物資が送られた。さらにアフリカ系アメリカ人指導者のマーカス・ガーベイも、大正天皇宛てに電報を送るかたわら募金活動を行った。米海軍は、アジア艦隊から多数の艦船を派遣し、避難民や物資の輸送にあたらせている。
　米海軍の主な対日被災支援艦船
装甲巡洋艦
ヒューロン
駆逐艦
スチュワート、スミス・トンプソン、バーカー、トレーシー、ジョン・D・エドワーズ、ホイップル、ハルバート、ウィリアム・B・プレストン、プレブル、ノア
駆逐艦母艦
ブラックホーク
運送船
メリット、アバレダー、ベガ
給炭船
ペコス
ベルギー
震災直後、ベルギー政府は「日本人罹災者救援ベルギー国内委員会」を組織し、ベルギー王室のすべてのメンバーとベルギー赤十字委員会がこれを支援し、日本への支援を積極的に行った。民間もこれに応じて募金活動やコンサート、バザーによる多額の収益金を同委員会を通じて寄付したほか、画家のエミール・バースは自らと友人の作品を提供し義捐金に充てるなど、官民一体となって支援活動が行われた。

## 影響

### 諸国住民からの援助
9月3日、ジェノバにおいて第4回国際連盟総会が開催された。総会では大震災に同情する決議や、各国が帝国図書館に書籍寄贈を行うための決議が行われ、また日本国は各国代表から個人的に集められた救援金の提供も受けた。
世界中の個人や企業、都市・機関・国から提供された援助は、10月の時点の内容や経緯が『我震災に対する諸外国の同情及救援の記録』としてまとめられた。この目録を掲載した冊子には日本政府関係者も次のような謝意の言葉を寄せた。
こうした個人や団体からの援助活動に対し、貴族院は1923年（大正12年）12月11日、衆議院は同年12月13日に、それぞれ謝意を示す決議を行った。また1930年（昭和5年）には、「市民の謝恩心伝える優雅なる英語が話せる良家の子女」として、芦野きみ・徳田純子・佐藤美子・松平佳子の4名が選ばれ、遣米答礼使としてアメリカに派遣された。

### 耐震建築と不燃化
上述の通り、大震災ではレンガ造りの建物が倒壊した。また鉄筋コンクリート造りの建物も大震災の少し前から建てられていたものの、建設中の内外ビルディングが倒壊したのをはじめ日本工業倶楽部や丸ノ内ビルヂングなども半壊するなど被害が目立った。そんな中、内藤多仲が設計し震災の3か月前には完成していた日本興業銀行本店は無傷で残ったことから、一挙に耐震建築への関心が高まった。12月21日には、東京帝国大学の被害状況（大学本部と直屬の建造物、各学部や図書館、植物園、地震觀測所、臨海実験場、医院、航空研究所、伝染病研究所、東京天文台等）が貴族院で報告された。
すでに1919年（大正8年）には市街地建築物法が公布され1920年（大正9年）に施行されていたが、1924年（大正13年）に法改正が行われ日本で初めての耐震基準が規定された。同法は、のちの建築基準法の基となった。1925年（大正14年）には耐震耐火建築のさきがけとなったW・M・ヴォーリズ建築事務所設計の主婦之友社本社建物（現お茶の水スクエア）が竣工し、ほかに初の洋風アパートとなった御茶ノ水文化アパートも完成した。
一方で震災では火災による犠牲者が多かったことから、燃えやすい木造建築が密集し狭い路地が入り組んでいた街並みを区画整理し、燃えにくい建物を要所要所に配置し、広い道路や公園で延焼を防ぐ「不燃化」が叫ばれるようになった。内藤と対立していた佐野利器らが主張し、のちに後藤新平によって帝都復興計画として具体化する。
鉄道省でもこの震災で多くの木造客車が焼けた教訓から、より安全な鋼製車への切り替えを研究するようになった。1926年9月に発生した山陽本線特急列車脱線事故で木造客車が脱線大破し多数の犠牲者を出したこともあって、電車・客車ともに1927年度発注の新車からは鋼製車体への全面切替が実施されている。

### 遷都論議
震災直後には、このような大地震が周期的に発生するおそれがある東京からの首都の移転（遷都）が日本国内で検討された。
政府内や各所で遷都の是非について議論され、また陸軍の参謀本部は3つの遷都候補地を報告した。
しかし、震災11日後の9月12日には天皇の詔書により「東京を引き続き首都として復興を行う」旨が宣言され、遷都は立ち消えとなった。

#### 遷都への賛成意見

##### 内務省による紹介
内務省の復興事務局による『帝都復興事業誌』（1932年）では、当局の調査による『遷都ニ関スル論議』を引用する形で、主たる遷都すべき理由および遷都せざるべき理由を紹介している。東京から遷都すべき理由としては、以下のものがあげられた。
1. 百年毎に大地震を免れない、
2. 国防上不適当（東京は太平洋に近過ぎる）、
3. 帝国の版図全体より見て不適当（当時の大日本帝国は朝鮮を併合し、満洲や南方までも拡大していたため、東京よりも南西の場所が好ましい）、
4. 大都市発展の将来に鑑み不適当（東京市内の下町は地盤が弱く建築物の高層化が難しい。山手は水利運輸の便が悪い）

##### 陸軍による意見書
陸軍の参謀本部では、震災5日後の9月6日に、参謀次長の武藤信義の命令により参謀本部員で少佐の今村均が遷都先についての意見書案を作成した。今村は文献を参考にして震災対応や防空、また大陸進出について考慮した。
今村は「東京は震災や防空対策の上で首都として不適格」とした上で、具体的な移転先候補を次のように報告した。
- 朝鮮の京城（現在の大韓民国の首都ソウル。当時は日本領であった）近郊の龍山
- 兵庫県南部の加古川
- 東京府西部（多摩）の八王子

##### マスメディアによる論説
大阪朝日新聞（現在の朝日新聞）も、震災8日後の9月9日の朝刊で「論説 帝都復興と遷都論 国民多数の希望を容れよ」と報じた。内容は次のようなものであった。
- 近畿地方は関東地方と比べて大きな天災が少ない。
- （当時の日本では）台湾と朝鮮半島が支配下にあることから、（東側の関東よりも西側の近畿のほうが）地理的に日本の中心といえる。
- 再び京都への遷都を求める声が出ている。大阪や神戸にも近く、物資も安定供給できる。
- 引き続き首都は東京にすると速断せず、広く国民の意見をいれて決めて欲しい。

#### 遷都への反対意見

##### 内務大臣による基本方針
しかし、内務大臣の後藤新平は『帝都復興根本策』により「遷都をせずに東京を復興する」という基本方針を次のように発表した。
1. 遷都すべからず
2. 復興費に30億円を要すべし
3. 欧米最新の都市計画を採用して、我が国に相応しき新都を造営せざるべからず
4. 新都市計画実施の為めには、地主に対し断固たる態度を取らざるべからず

##### 天皇による命令
さらに、震災11日後の9月12日には大正天皇の詔書によって「（東京は）国都たるの地位を失わず」と発表された。この詔書の内容は次の通りであった。
- 「東京は帝国の首都にして政治経済の枢軸となり国民文化の源泉となりて民衆一般の瞻仰する所なり」
- 「一朝不慮の災害に罹りて今や其の舊形を留めずと雖我が国都たる地位を失わず」
- 「以て其の善後策は独り舊態を回復するに止まらず進んで将来の発展を圖り以て巷衢の面目を新たにせざるべからず」

この天皇の命令により、遷都しないことが正式に決定された。以後、遷都に関する議論は下火となった。

### 人口動態
震災による被害の大きかった東京市・横浜市の市街地からは人口が流出し、郊外への移住者が相次いだ。前年の1922年（大正11年）から田園都市会社によって洗足田園都市住宅地の分譲が始まり、同じ年には箱根土地による目白文化村の分譲が始まったが、いずれも被害が限定的だったことから震災後は人口が増加する。さらには常盤台や国立学園都市など郊外での住宅開発が相次ぎ、郊外に居住して都心部の職場へ通うことが一種のステータスとなった。震災をきっかけに東京府多摩地域・埼玉県南部・千葉県西部・神奈川県東部では急速に都市化し、首都圏が形成されていくようになる。
その一方で、大阪市は東京・横浜からの移住者も加わって人口が急増し、一時的に大阪市が東京市を抜き国内でもっとも人口の多い市となった。名古屋市・京都市・神戸市・福岡市も関東からの移住者によって人口が一時的に急増した。この状況は1932年（昭和7年）に東京市が近隣町村を大規模編入するまで続いた。

### 歴史認識問題

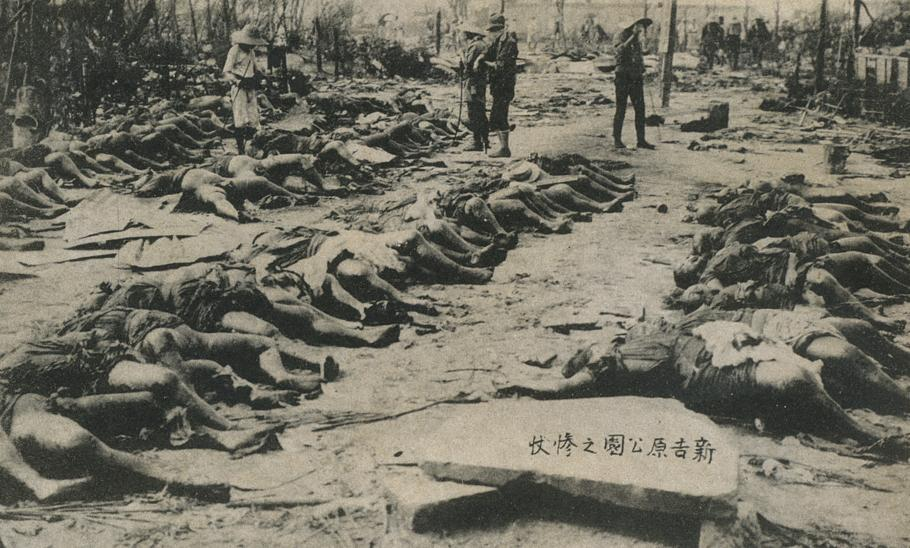
岡田紅陽撮影による吉原遊女犠牲者の写真。2013年（平成25年）に韓国記録写真研究家のチョン・ソンギルが、関東大震災時における朝鮮人虐殺の犠牲者であるとの解説とともにこの写真を公開したが、岡田紅陽写真美術館は不明な情報とした。

関東大震災時における朝鮮人殺害事件は、現在、歴史認識問題ともなっている。
横浜市立中学校の副読本の内容について、当該の副読本の出版社は2011年（平成23年）に、関東大震災の折にデマが原因で朝鮮人が殺害されたことについて、従来「自警団の中に朝鮮人を殺害する行為に走る者がいた」との内容だったのを、「軍隊や警察、自警団などは朝鮮人に対する迫害と虐殺を行った。横浜でも各地で自警団が組織され、朝鮮人や中国人が虐殺される事件が起きた」とする内容に改定した。市議会ではこの変更が問題となり、横浜市教育委員会は「横浜でも軍隊や警察による虐殺があったと誤解を受ける」として、当時の指導課長を2012年9月に戒告処分としたほか、当時の指導主事らも文書訓戒とした。
2013年（平成25年）2月3日、韓国記録写真研究家のチョン・ソンギルが岡田紅陽が東京府の委嘱を受け撮影し、震災の89日後に発売した『大正大震災大火災惨状写真集』と私家版のアルバム所収の「吉原公園魔ノ池附近」と記された吉原遊女犠牲者の写真を、関東大震災における朝鮮人虐殺時の写真として公開し、韓国の聯合ニュースで報道された。

#### 岸田内閣・松野官房長官の発言
岸田文雄内閣の官房長官・松野博一は、震災発生100年を2日後に控えた2023年8月30日、首相官邸での記者会見において、共同通信の記者から、関東大震災の記録について「当時、被災地ではデマが広がり、多くの朝鮮人が、軍、警察、自警団によって虐殺されたと伝えられています。政府として朝鮮人虐殺をどう受け止め、何を反省点としているのか」などの質問を受けた。
これに対し、松野は「政府として調査した限り、政府内において事実関係を把握することのできる記録が見当たらないところであります」などと述べた。
なお、安倍晋三内閣においても、2019年3月8日、参議院議員有田芳生に対する質問主意書に対する答弁書において、「御指摘の「関東大震災時に軍隊が朝鮮人等を虐殺したこと」については、調査した限りでは、政府内にその事実関係を把握することのできる記録が見当たらない」と答弁している。また、2017年にも、衆議院議員初鹿明博に対する質問主意書に対する答弁書において、お尋ねの「関東大震災に際し、流言蜚語による殺傷事件が発生し、朝鮮人が虐殺されたという事実」、「中国人、朝鮮人と間違えられた日本人も犠牲になっているという認識」、「関東大震災に当たって発生した殺傷事件による犠牲者の総数」、「政府として把握している犠牲者の数」及び「関東大震災時のような流言蜚語を原因とする殺傷事件」については、調査した限りでは、政府内にそれらの事実関係を把握することのできる記録が見当たらないことから、お尋ねについてお答えすることは困難である。としている。

### 文化
震災は文化面でも様々な影響を与えた。
谷崎潤一郎やプラトン社の面々など、関東の文化人が関西に大勢移住して阪神間モダニズムに影響を与えるなど、大大阪時代に拍車をかけた。
食文化においては、震災によって職を失った東京の天ぷら職人が日本各地に移住したことで、江戸前天ぷらが広まった。反面、関西の割烹料亭が東京へ進出するなど、震災をきっかけに関東と関西で料理人の行き来が起こって関西風のおでん種が関東に伝わった。また関東は客は席に座ってから店が注文を取るやり方が主流だったが、関西で主流の客に相対するカウンター文化が広まった。
囲碁界では明治維新以降、近代的な専門棋士が集まった方円社と家元制度を維持する本因坊家が併存していたが、震災を機に団結機運が高まり1924年に日本棋院が設立された。

#### 関東大震災に関するフィクション一覧
- 帝都物語（荒俣宏） - 帝都・東京の滅亡を目論む魔人、加藤保憲が大地を巡る龍脈を操作して関東大震災を起こした。
- 復活の地（小川一水、ハヤカワ文庫、全三巻） - SF小説。架空の惑星の大都市を襲った巨大地震とその後の復興を描く。後藤新平と帝都復興院をモデルにした人物・機関が登場する。
- 地震憲兵火事巡査（山崎今朝弥） - 地震雷火事親父をもじって関東大震災直後に最も恐ろしいと思ったものを並べ、当時の世論を地震流言火事暴徒と論じた。
- 大虐殺 - 1960年の日本映画。新東宝。関東大震災後の亀戸事件や甘粕事件、朝鮮人虐殺事件が描かれるギロチン社を題材とした作品。後に『暴圧 〜関東大震災と軍部〜』のタイトルでVHSが販売されるも現在は廃盤。2021年6月に公開時と同じ『大虐殺』のタイトルでDVD化された。
- 実録飛車角 狼どもの仁義 - 1974年の日本映画。関東大震災から1年後の横浜が舞台。
- 道〜白磁の人〜 - 2012年の日本映画。植民地朝鮮にいる主人公の浅川巧が日本にいた妻の弟から関東大震災とその直後の朝鮮人虐殺事件について聞くシーンがある。
- 金子文子と朴烈（パクヨル） - 2017年の韓国映画。主人公の朴烈と金子文子が遭遇した関東大震災とその直後の朝鮮人虐殺事件が描かれている。
- 菊とギロチン - 2018年の日本映画。関東大震災後の大正時代末期が舞台。朝鮮人虐殺を生き延びた朝鮮出身の遊女も登場する。
- 福田村事件 - 2023年の日本映画。関東大震災後の福田村事件を描く。また事件に至るまでの朝鮮人・社会主義者に対する流言が言及されており、亀戸事件や別件の朝鮮人犠牲者も描写されている。
- 連続テレビ小説
  - おはなはん（1966年放映） - 大震災により一家と親戚付き合いをしていた細倉を亡くす。
  - おしん（1983年放映） - 大震災によって事業財産を全て失うことになり、夫の故郷の佐賀県に家族共々身を寄せることになる。
  - 凛凛と（1990年度前期放映） - 同年9月1日放送分に大震災のエピソードとなった。
  - あぐり（1997年度前期放映） - 岡山であぐりの「おめでた」が明らかになった頃に、大震災が起こる（夫のエイスケは東京で大震災に見舞われ消息不明になるが、森潤の計らいであぐりと再会した）。
  - ごちそうさん（2013年度後期放映） - 主人公・西門め以子（杏）の「おめでた」が明らかになり様子を見に行けないため、め以子の夫の大阪市職員・西門悠太郎（東出昌大）が救援のため上京する。その後め以子の親友・室井桜子がめ以子の高等女学校の恩師・宮本先生が火事に巻き込まれて亡くなったことを知らせる。
  - 花子とアン（2014年度前期放映） - 大震災により大森に居を構える村岡宅が半壊。近所の被災者に炊き出しを行い、被災した子供たちには童話の読み聞かせをする場面が描かれている。また親戚付き合いをしていた郁弥（夫の弟）を亡くす。
  - わろてんか（2017年度後期放映） - 大震災の描写は描かれていないが、東京にいる、藤吉の芸人仲間のキースの安否を確かめるため、主人公・北村てんの従兄・風太が被災地の派遣のため上京する。
  - らんまん（2023年度前期放映） - 大震災によって槙野邸が倒壊し、妻の勤め先である渋谷に家族共々身を寄せることになる。
- 天皇の料理番（杉森久英）- 同著者の小説を原作としたテレビドラマ。
  - 2015年版 - 6月28日放送分の第10話の劇中で関東大震災が起こり、皇居前広場に避難した人々に炊き出しを行う。
- 大河ドラマ
  - 春の波涛 （1985年） - 最終回の第50回で劇中で発生、柴俊夫 演じる三浦又吉が自警団に惨殺され、 琴次を演じる小川知子 が彼の遺体を見て泣き崩れる場面が存在する。
  - いだてん〜東京オリムピック噺〜（2019年） - 第23話「大地」で関東大震災が発生、地震発生時の美濃部孝蔵（後の古今亭志ん生 (5代目)、森山未來）・りん（夏帆）夫妻の様子、孝蔵の語りによる焼け野原になっていく東京の描写、焼け野原になった浅草で増野シマ（杉咲花）を探す金栗四三（中村勘九郎）の姿、金栗に「日本人か?」と詰め寄る自警団などが描かれている。
  - 青天を衝け (2021年) - 最終回の第41話、中盤以降に関東大震災が起き、渋沢栄一（吉沢亮）が内外の実業家に寄付を呼びかけ、救援の最前線に立つ場面が描かれている。
- 不思議な少年（山下和美） - 6巻 ムメキクと周平
- はいからさんが通る（大和和紀） - 物語のクライマックスで関東大震災が起こる。2018年公開の劇場アニメ後編でも描写されている。
- RIM（アレクサンダー・ベッシャー） - 西暦2026年に起こった関東大震災で行方不明になったソニーのモリタアキオ会長を東京大学バークレイ校の教授が探すSF小説。
- 風立ちぬ (宮崎駿の漫画)、風立ちぬ (2013年の映画)（宮崎駿） - 物語序盤で主人公が関東大震災に遭遇し、ヒロインと最初に出会う。
- ふしぎ遊戯 白虎仙記（渡瀬悠宇） - 漫画。主人公（大杉鈴乃）の父・大杉高雄が四神天地書を封印する紐で本を縛って触れさせないようにしていたが、四神天地書の力を抑えきれず、封印が解けたときに関東大震災が発生する。
- タイムスリップ1923－守のミラクル地震体験－（1994年、日本シネセル） - 防災アニメ。小学5年生の主人公が突如、関東大震災当日の東京へタイムスリップしてしまう。
- MAO（高橋留美子） - 漫画。タイムスリップしたヒロインが関東大震災に巻き込まれ、タイムスリップしてきた幼い頃の自分と邂逅し、幼い頃に巻き込まれた事故の真相が判明する。
- MARS RED - 音楽朗読劇を原作とするTVアニメ。関東大震災の混乱の中、伝染病のワクチンとして吸血鬼の血が人々に投与され、多数の市民が吸血鬼となる。当時の帝国ホテルや東京駅、遊郭等が舞台として描かれる。
- すずめの戸締まり - 新海誠のアニメーション映画。本作では戸締まりと地震が関連付けられており、2023年の100年前に関東で起こった震災について語られるシーンが在る。
- 紡ぐ乙女と大正の月（ちうね）- 現代から大正時代へタイムスリップした少女と華族令嬢のエスを描いた漫画。現代に戻った主人公・藤川紡は、恋仲であった末延唯月が大震災により落命したのを知り、彼女を救うべく再び大正時代へのタイムスリップを試みる。
- 大正処女御伽話

上記以外に現代もしくは近未来の関東における大震災を描いた作品も多い。それらについては南関東直下地震の関連作品を参照。